# Liste der Kulturdenkmäler in Hamburg-Farmsen-Berne
Die Liste der Kulturdenkmäler in Hamburg-Farmsen-Berne enthält die in der Denkmalliste ausgewiesenen Denkmäler auf dem Gebiet des Stadtteils Farmsen-Berne der Freien und Hansestadt Hamburg.
Basis ist der Datensatz Denkmalliste Hamburg auf dem Transparenzportal Hamburg. Dieser enthält alle Objekte, die rechtskräftig nach dem Hamburger Denkmalschutzgesetz vom 5. April 2013 unter Denkmalschutz stehen (§ 6 Abs. 1 DSchG HA) oder zumindest zeitweise standen. Die Denkmalliste steht auch als PDF-Dokument zur Verfügung. Alle Denkmäler in Farmsen-Berne, die schon nach dem Denkmalschutzgesetz vom 3. Dezember 1973, zuletzt geändert am 27. November 2007, unter Denkmalschutz standen, sind auch auf der Liste der Kulturdenkmäler im Hamburger Bezirk Wandsbek zu finden.

## Legende
- ID: Gibt die vom Denkmalschutzamt Hamburg vergebene Objekt-ID (Identifikationsnummer) des Kulturdenkmals an, (in Klammern gegebenenfalls die Denkmalnummer nach altem Denkmalschutzgesetz).
- Adresse: Nennt den Straßennamen und, wenn vorhanden, die Hausnummer des Kulturdenkmals. Die Grundsortierung der Liste erfolgt nach dieser Adresse.
- Art: Zeigt an, ob es ein Objekt („O“) oder ein Ensemble („E“) ist.
- Datierung: Gibt die Datierung an; das Jahr der Fertigstellung bzw. den Zeitraum der Errichtung.
- Ensemble: Gibt die Nummer des Ensembles an, zu der das Objekt gehört, bzw. bei Ensembles die Nummer des Ensembles selbst.

Hinweis: Die Grundsortierung der Liste erfolgt nach der Adresse und ist alternativ nach ID, Art (Objekt oder Ensemble), Typ, Datierung, Entwurf oder Kurzbeschreibung sortierbar.

Die in der Gartenstadt Farmsen gelegenen Kulturdenkmäler sind je nach Anfangsbuchstabe ihrer Adresse auf der Liste der Kulturdenkmäler in Hamburg-Farmsen-Berne (Gartenstadt Farmsen A-M) bzw. Liste der Kulturdenkmäler in Hamburg-Farmsen-Berne (Gartenstadt Farmsen O-T) zu finden. Diese Listen mussten auf Grund ihrer Größe aufgespalten werden.

| ID           | Adresse | Art | Typ | Kurzbeschreibung                                                                 | Datierung                | Entwurf                                                                    | Ensemble | Bild |
| ------------ | --- | --- | --- | -------------------------------------------------------------------------------- | ------------------------ | -------------------------------------------------------------------------- | -------- | --- |
| 30964        | August-Krogmann-Straße 25, 35, 36a, 36b, 36c, 36d, 36e, 36f, 36g, 36h, 38a, 38b, 38c, 38d, 38e, 38f, 38g, 38h, 40a, 40b, 40c, 40d, 40e, 40f, 40g, 40h, 42a, 42b, 42c, 42d, 42e, 42f, 42g, 42h, 44a, 44b, 44c, 44d, 44e, 44f, 44g, 44h, 45, 46a, 46b, 46c, 46d, 46e, 46f, 46g, 46h, 48a, 48b, 48c, 48d, 48e, 48f, 48g, 48h, 50a, 50b, 50c, 50d, 50e, 50f, 50g, 50h, 59, Bramfelder Weg 35, 36, 37, 38a, 38b, 38c, 38d, 39, 40a, 40b, 40c, 40d, 41, 42a, 42b, 42c, 42d, 43, 44a, 44b, 44c, 44d, 45, 46, 47, 47a, 47b, 47c, 49, 49a, 49b, 49c, 51, 51a, 51b, 51c, Feldschmiede 1, 1a, 1b, 1c, 1d, 1e, 1f, 2a, 2b, 2c, 2d, 2e, 2f, 2g, 2h, 2i, 2k, 3a, 3b, 3c, 3d, 3e, 3f, 3g, 3h, 3i, 3k, 3l, 4a, 4b, 4c, 4d, 4e, 4f, 4g, 4h, 4i, 4k, 4l, 5a, 5b, 5c, 5d, 5e, 5f, 5g, 5h, 5i, 5k, 5l, 6a, 6b, 6c, 6d, 6e, 6f, 6g, 6h, 6i, 6k, 6l, 7a, 7b, 7c, 7d, 7e, 7f, 7g, 7h, 7i, 7k, 7l, 8a, 8b, 8c, 8d, 8e, 8f, 8g, 8h, 8i, 8k, 8l, 9a, 9b, 9c, 9d, 9e, 9f, 9g, 9h, 9i, 9k, 9l, 10a, 10b, 10c, 10d, 10e, 10f, 10g, 10h, 10i, 10k, 10l, 11, 11a, 11b, 12a, 12b, 12c, 12d, 12e, 12f, 12g, 12h, 12i, 12k, 12l, 13a, 13b, 13c, 13d, 13e, 13f, 13g, 14a, 14b, 14c, 14d, 14e, 14f, 14g, 14h, 14i, 14k, 14l, 14m, 15, 15a, 15b, 15c, 15d, 16a, 16b, 16c, 16d, 16e, 16f, 16g, 16h, 16i, 16k, 16l, 16m, 17, 17a, 17b, 18a, 18b, 18c, 18d, 18e, 18f, 18g, 18h, 18i, 18k, 18l, 18m, 19, 19a, 19b, 20a, 20b, 20c, 20d, 20e, 20f, 20g, 20h, 20i, 20k, 20l, 20m, 22a, 22b, 22c, 22d, 22e, 22f, 22g, 22h, 22i, 22k, 23a, 23b, 23c, 23d, 23e, 23f, 23g, 23h, 23i, 23k, 24, 25a, 25b, 25c, 25d, 25e, 25f, 25g, 25h, 25i, 25k, 26, 27a, 27b, 27c, 27d, 27e, 27f, 27g, 27h, 27i, 27k, 28, 30, 31a, 31b, 31c, 31d, 31e, 31f, 31g, 31h, 32, 33a, 33b, 33c, 33d, 33e, 33f, 33g, Mahlhaus 1, 1a, 1b, 1c, 1d, 1e, 1f, 2a, 2b, 2c, 2d, 2e, 2f, 2g, 3, 4a, 4b, 4c, 4d, 4e, 4f, 4g, 4h, 5, 5a, 5b, 5c, 5d, 5e, 6a, 6b, 6c, 6d, 6e, 6f, 6g, 6h, 7, 7a, 7b, 7c, 7d, 7e, 7f, 7g, 8a, 8b, 8c, 8d, 8e, 8f, 8g, 8h, 9, 9a, 9b, 9c, 9d, 9e, 10a, 10b, 10c, 10d, 10e, 10f, 10g, 10h, 11, 11a, 11b, 11c, 11d, 11e, 11f, 12a, 12b, 12c, 12d, 12e, 12f, 12g, 12h, 13a, 13b, 13c, 13d, 13e, 13f, 13g, 13h, 13i, 14a, 14b, 14c, 14d, 14e, 14f, 14g, 14h, 15a, 15b, 15c, 15d, 15e, 15f, 15g, 15h, 15i, 15k, 16a, 16b, 16c, 16d, 16e, 16f, 16g, 16h, 17a, 17b, 17c, 17d, 17e, 17f, 17g, 17h, 17i, 18a, 18b, 18c, 18d, 18e, 18f, 18g, 18h, 19a, 19b, 19c, 19d, 19e, 19f, 19g, 19h, 19i, 20, 21a, 21b, 21c, 21d, 21e, 21f, 21g, 21h, 21i, 22, 23a, 23b, 23c, 23d, 23e, 23f, 23g, 23h, 23i, 24, 25a, 25b, 25c, 25d, 25e, 25f, 25g, 25h, 25i, 26, 28, Meilerstraße 1, 3, 5, 7, 9, 11, 13, 15, 17, 19, 21, 23, 25, 27, 29, 29a, 29b, 29c, 31, 33, 35, 35a, 35b, 35c, 35d, 35e, 35f, 37, 39, 41, Ortsteinweg 1, 1a, 1b, 1c, 1d, 3, 3a, 3b, 3c, 3d, 3e, 3f, 3g, 3h, 3i, 4a, 4b, 4c, 6a, 6b, 6c, 8a, 8b, 8c, 10, 12, 14, 16, 18, 20, Swebenbrunnen 1a, 1b, 1c, 1d, 1e, 1f, 1g, 2a, 2b, 2c, 2d, 2e, 2f, 2g, 2h, 3a, 3b, 3c, 3d, 3e, 3f, 3g, 3h, 3i, 4a, 4b, 4c, 4d, 4e, 4f, 4g, 4h, 5a, 5b, 5c, 5d, 5e, 5f, 5g, 6a, 6b, 6c, 6d, 6e, 6f, 6g, 6h, 6i, 7a, 7b, 7c, 7d, 7e, 7f, 7g, 7h, 7i, 7k, 8a, 8b, 8c, 8d, 8e, 8f, 8g, 8h, 8i, 8k, 8l, 9a, 9b, 9c, 9d, 9e, 9f, 9g, 10a, 10b, 10c, 10d, 10e, 10f, 10g, 10h, 10i, 10k, 11a, 11b, 11c, 11d, 11e, 11f, 11g, 11h, 11i, 11k, 11l, 12a, 12b, 12c, 12d, 12e, 12f, 12g, 12h, 12i, 12k, 12l, 13a, 13b, 13c, 13d, 13e, 13f, 13g, 13h, 13i, 14a, 14b, 14c, 14d, 14e, 14f, 14g, 14h, 14i, 14k, 15, 16a, 16b, 16c, 16d, 16e, 16f, 16g, 16h, 16i, 16k, 17a, 17b, 17c, 17d, 17e, 17f, 17g, 17h, 17i, 18a, 18b, 18c, 18d, 18e, 18f, 18g, 18h, 18i, 19a, 19b, 19c, 19d, 19e, 19f, 19g, 19h, 19i, 20a, 20b, 20c, 20d, 20e, 20f, 20g, 20h, 20i, 20k, 21a, 21b, 21c, 21d, 21e, 21f, 22a, 22b, 22c, 22d, 22e, 22f, 22g, 22h, 23a, 23b, 23c, 23d, 23e, 23f, 23g, 23h, 24a, 24b, 24c, 24d, 24e, 25a, 25b, 25c, 25d, 25e, 25f, 27a, 27b, 27c, 27d, 27e, 27f, 27g, 27h, 27i, 29, Swebengrund 1a, 1b, 1c, 1d, 1e, 1f, 1g, 1h, 1i, 1k, 1l, 2a, 2b, 2c, 2d, 2e, 2f, 2g, 2h, 3a, 3b, 3c, 3d, 3f, 3g, 3h, 3i, 3k, 4a, 4b, 4c, 4d, 4e, 4f, 4g, 4h, 4i, 5a, 5b, 5c, 5d, 5e, 5f, 5g, 5h, 5i, 6a, 6b, 6c, 6d, 6e, 6f, 6g, 7a, 7b, 7c, 7d, 7e, 7f, 7g, 8a, 8b, 8c, 8d, 8e, Swebenhöhe 2, 4, 6, 8, 10, 12, 14, 16, 18, 20, 22, 24, 26, 28, 30a, 30b, 30c, 30d, 30e, 30f, 30g, 30h, 32a, 32b, 32c, 32d, 32e, 32f, 32g, 32h, 32i, 32k, 32l, 32m, 33a, 33b, 33c, 33d, 33e, 33f, 33g, 33h, 34a, 34b, 34c, 34d, 34e, 34f, 34g, 34h, 34i, 34k, 35a, 35b, 35c, 35d, 35e, 35f, 35g, 35h, 36a, 36b, 36c, 36d, 36e, 36f, 36g, 36h, 36i, 36k, 37a, 37b, 37c, 37d, 37e, 37f, 37g, 37h, 38a, 38b, 38c, 38d, 38e, 38f, 38g, 38h, 38i, 38k, 39a, 39b, 39c, 39d, 39e, 39f, 39g, 39h, 40a, 40b, 40c, 40d, 40e, 40f, 40g, 40h, 40i, 40k, 42a, 42b, 42c, 42d, 42e, 42f, 42g, 42h, 42i, 42k, 44a, 44b, 44c, 44d, 44e, 44f, 44g, 44h, 44i, 44k, 44l, 44m, 46a, 46b, 46c, 46d, 46e, 46f, 46g, 46h, 46i, 46k, 46l, 46m, 48a, 48b, 48c, 48d, 48e, 48f, 48g, 48h, 48i, 48k, 48l, 48m, Tegelweg 194a, 194b, 194c, 194d, 194e, 194f, 194g, 196a, 196b, 196c, 196d, 196e, 196f, 198a, 198b, 198c, 198d, 198e, 198f, 200a, 200b, 200c, 200d, 200e, 202a, 202b, 202c, 202d, 202e, 202f, 204a, 204b, 204c, 204d, 204e, 204f, 204g (Lage) | E   | | Gartenstadt Farmsen                                                              |                          |                                                                            | 30964    | [[Vorlage:Bilderwunsch/code!/C:53.61113,10.10995!/D:August-Krogmann-Straße 25, 35, 36a, 36b, 36c, 36d, 36e, 36f, 36g, 36h, 38a, 38b, 38c, 38d, 38e, 38f, 38g, 38h, 40a, 40b, 40c, 40d, 40e, 40f, 40g, 40h, 42a, 42b, 42c, 42d, 42e, 42f, 42g, 42h, 44a, 44b, 44c, 44d, 44e, 44f, 44g, 44h, 45, 46a, 46b, 46c, 46d, 46e, 46f, 46g, 46h, 48a, 48b, 48c, 48d, 48e, 48f, 48g, 48h, 50a, 50b, 50c, 50d, 50e, 50f, 50g, 50h, 59, Bramfelder Weg 35, 36, 37, 38a, 38b, 38c, 38d, 39, 40a, 40b, 40c, 40d, 41, 42a, 42b, 42c, 42d, 43, 44a, 44b, 44c, 44d, 45, 46, 47, 47a, 47b, 47c, 49, 49a, 49b, 49c, 51, 51a, 51b, 51c, Feldschmiede 1, 1a, 1b, 1c, 1d, 1e, 1f, 2a, 2b, 2c, 2d, 2e, 2f, 2g, 2h, 2i, 2k, 3a, 3b, 3c, 3d, 3e, 3f, 3g, 3h, 3i, 3k, 3l, 4a, 4b, 4c, 4d, 4e, 4f, 4g, 4h, 4i, 4k, 4l, 5a, 5b, 5c, 5d, 5e, 5f, 5g, 5h, 5i, 5k, 5l, 6a, 6b, 6c, 6d, 6e, 6f, 6g, 6h, 6i, 6k, 6l, 7a, 7b, 7c, 7d, 7e, 7f, 7g, 7h, 7i, 7k, 7l, 8a, 8b, 8c, 8d, 8e, 8f, 8g, 8h, 8i, 8k, 8l, 9a, 9b, 9c, 9d, 9e, 9f, 9g, 9h, 9i, 9k, 9l, 10a, 10b, 10c, 10d, 10e, 10f, 10g, 10h, 10i, 10k, 10l, 11, 11a, 11b, 12a, 12b, 12c, 12d, 12e, 12f, 12g, 12h, 12i, 12k, 12l, 13a, 13b, 13c, 13d, 13e, 13f, 13g, 14a, 14b, 14c, 14d, 14e, 14f, 14g, 14h, 14i, 14k, 14l, 14m, 15, 15a, 15b, 15c, 15d, 16a, 16b, 16c, 16d, 16e, 16f, 16g, 16h, 16i, 16k, 16l, 16m, 17, 17a, 17b, 18a, 18b, 18c, 18d, 18e, 18f, 18g, 18h, 18i, 18k, 18l, 18m, 19, 19a, 19b, 20a, 20b, 20c, 20d, 20e, 20f, 20g, 20h, 20i, 20k, 20l, 20m, 22a, 22b, 22c, 22d, 22e, 22f, 22g, 22h, 22i, 22k, 23a, 23b, 23c, 23d, 23e, 23f, 23g, 23h, 23i, 23k, 24, 25a, 25b, 25c, 25d, 25e, 25f, 25g, 25h, 25i, 25k, 26, 27a, 27b, 27c, 27d, 27e, 27f, 27g, 27h, 27i, 27k, 28, 30, 31a, 31b, 31c, 31d, 31e, 31f, 31g, 31h, 32, 33a, 33b, 33c, 33d, 33e, 33f, 33g, Mahlhaus 1, 1a, 1b, 1c, 1d, 1e, 1f, 2a, 2b, 2c, 2d, 2e, 2f, 2g, 3, 4a, 4b, 4c, 4d, 4e, 4f, 4g, 4h, 5, 5a, 5b, 5c, 5d, 5e, 6a, 6b, 6c, 6d, 6e, 6f, 6g, 6h, 7, 7a, 7b, 7c, 7d, 7e, 7f, 7g, 8a, 8b, 8c, 8d, 8e, 8f, 8g, 8h, 9, 9a, 9b, 9c, 9d, 9e, 10a, 10b, 10c, 10d, 10e, 10f, 10g, 10h, 11, 11a, 11b, 11c, 11d, 11e, 11f, 12a, 12b, 12c, 12d, 12e, 12f, 12g, 12h, 13a, 13b, 13c, 13d, 13e, 13f, 13g, 13h, 13i, 14a, 14b, 14c, 14d, 14e, 14f, 14g, 14h, 15a, 15b, 15c, 15d, 15e, 15f, 15g, 15h, 15i, 15k, 16a, 16b, 16c, 16d, 16e, 16f, 16g, 16h, 17a, 17b, 17c, 17d, 17e, 17f, 17g, 17h, 17i, 18a, 18b, 18c, 18d, 18e, 18f, 18g, 18h, 19a, 19b, 19c, 19d, 19e, 19f, 19g, 19h, 19i, 20, 21a, 21b, 21c, 21d, 21e, 21f, 21g, 21h, 21i, 22, 23a, 23b, 23c, 23d, 23e, 23f, 23g, 23h, 23i, 24, 25a, 25b, 25c, 25d, 25e, 25f, 25g, 25h, 25i, 26, 28, Meilerstraße 1, 3, 5, 7, 9, 11, 13, 15, 17, 19, 21, 23, 25, 27, 29, 29a, 29b, 29c, 31, 33, 35, 35a, 35b, 35c, 35d, 35e, 35f, 37, 39, 41, Ortsteinweg 1, 1a, 1b, 1c, 1d, 3, 3a, 3b, 3c, 3d, 3e, 3f, 3g, 3h, 3i, 4a, 4b, 4c, 6a, 6b, 6c, 8a, 8b, 8c, 10, 12, 14, 16, 18, 20, Swebenbrunnen 1a, 1b, 1c, 1d, 1e, 1f, 1g, 2a, 2b, 2c, 2d, 2e, 2f, 2g, 2h, 3a, 3b, 3c, 3d, 3e, 3f, 3g, 3h, 3i, 4a, 4b, 4c, 4d, 4e, 4f, 4g, 4h, 5a, 5b, 5c, 5d, 5e, 5f, 5g, 6a, 6b, 6c, 6d, 6e, 6f, 6g, 6h, 6i, 7a, 7b, 7c, 7d, 7e, 7f, 7g, 7h, 7i, 7k, 8a, 8b, 8c, 8d, 8e, 8f, 8g, 8h, 8i, 8k, 8l, 9a, 9b, 9c, 9d, 9e, 9f, 9g, 10a, 10b, 10c, 10d, 10e, 10f, 10g, 10h, 10i, 10k, 11a, 11b, 11c, 11d, 11e, 11f, 11g, 11h, 11i, 11k, 11l, 12a, 12b, 12c, 12d, 12e, 12f, 12g, 12h, 12i, 12k, 12l, 13a, 13b, 13c, 13d, 13e, 13f, 13g, 13h, 13i, 14a, 14b, 14c, 14d, 14e, 14f, 14g, 14h, 14i, 14k, 15, 16a, 16b, 16c, 16d, 16e, 16f, 16g, 16h, 16i, 16k, 17a, 17b, 17c, 17d, 17e, 17f, 17g, 17h, 17i, 18a, 18b, 18c, 18d, 18e, 18f, 18g, 18h, 18i, 19a, 19b, 19c, 19d, 19e, 19f, 19g, 19h, 19i, 20a, 20b, 20c, 20d, 20e, 20f, 20g, 20h, 20i, 20k, 21a, 21b, 21c, 21d, 21e, 21f, 22a, 22b, 22c, 22d, 22e, 22f, 22g, 22h, 23a, 23b, 23c, 23d, 23e, 23f, 23g, 23h, 24a, 24b, 24c, 24d, 24e, 25a, 25b, 25c, 25d, 25e, 25f, 27a, 27b, 27c, 27d, 27e, 27f, 27g, 27h, 27i, 29, Swebengrund 1a, 1b, 1c, 1d, 1e, 1f, 1g, 1h, 1i, 1k, 1l, 2a, 2b, 2c, 2d, 2e, 2f, 2g, 2h, 3a, 3b, 3c, 3d, 3f, 3g, 3h, 3i, 3k, 4a, 4b, 4c, 4d, 4e, 4f, 4g, 4h, 4i, 5a, 5b, 5c, 5d, 5e, 5f, 5g, 5h, 5i, 6a, 6b, 6c, 6d, 6e, 6f, 6g, 7a, 7b, 7c, 7d, 7e, 7f, 7g, 8a, 8b, 8c, 8d, 8e, Swebenhöhe 2, 4, 6, 8, 10, 12, 14, 16, 18, 20, 22, 24, 26, 28, 30a, 30b, 30c, 30d, 30e, 30f, 30g, 30h, 32a, 32b, 32c, 32d, 32e, 32f, 32g, 32h, 32i, 32k, 32l, 32m, 33a, 33b, 33c, 33d, 33e, 33f, 33g, 33h, 34a, 34b, 34c, 34d, 34e, 34f, 34g, 34h, 34i, 34k, 35a, 35b, 35c, 35d, 35e, 35f, 35g, 35h, 36a, 36b, 36c, 36d, 36e, 36f, 36g, 36h, 36i, 36k, 37a, 37b, 37c, 37d, 37e, 37f, 37g, 37h, 38a, 38b, 38c, 38d, 38e, 38f, 38g, 38h, 38i, 38k, 39a, 39b, 39c, 39d, 39e, 39f, 39g, 39h, 40a, 40b, 40c, 40d, 40e, 40f, 40g, 40h, 40i, 40k, 42a, 42b, 42c, 42d, 42e, 42f, 42g, 42h, 42i, 42k, 44a, 44b, 44c, 44d, 44e, 44f, 44g, 44h, 44i, 44k, 44l, 44m, 46a, 46b, 46c, 46d, 46e, 46f, 46g, 46h, 46i, 46k, 46l, 46m, 48a, 48b, 48c, 48d, 48e, 48f, 48g, 48h, 48i, 48k, 48l, 48m, Tegelweg 194a, 194b, 194c, 194d, 194e, 194f, 194g, 196a, 196b, 196c, 196d, 196e, 196f, 198a, 198b, 198c, 198d, 198e, 198f, 200a, 200b, 200c, 200d, 200e, 202a, 202b, 202c, 202d, 202e, 202f, 204a, 204b, 204c, 204d, 204e, 204f, 204g!/\|BW]] |
| 30999        | August-Krogmann-Straße 89, 90, 91, 92, 93, 94, 95, 96, 97, 98, 99, 100, 101, 103, 105, 107, 109, 111, 112, 113 (Lage) | E   | | Pflegeheim Farmsen / Beamtenhäuser August-Krogmann-Straße                        |                          |                                                                            | 30999    | BW |
| 23835        | August-Krogmann-Straße 89, 91 (Lage) | O   | Doppelhaus | Pflegeheim Farmsen (Beamtenhaus)                                                 | 1910                     |                                                                            | 30999    | BW |
| 26121        | August-Krogmann-Straße 90, 92, 94, 96, 98, 100, 112 (Lage) | O   | Pflegeheim (Unterkunftsgebäude; Verwaltungsgebäude; Badehaus/Waschhaus/Wasserturm; Maschinenhaus/Kesselhaus (mit Schornstein); Pumpenhaus; Remise; Außenanlagen (Allee/Freiflächen/Gartenflächen); Einfriedung; Denkmal; u. a.) | Pflegeheim Farmsen                                                               | 1904; 1912; 1920er Jahre |                                                                            | 30999    | BW |
| 23834        | August-Krogmann-Straße 93 (Lage) | O   | Wohnhaus | Pflegeheim Farmsen (Beamtenhaus)                                                 | 1904                     |                                                                            | 30999    | |
| 23833        | August-Krogmann-Straße 95, 97, 99, 101 (Lage) | O   | Wohnhaus | Pflegeheim Farmsen (Beamtenhaus)                                                 | 1910                     |                                                                            | 30999    | BW |
| 26551        | August-Krogmann-Straße 103, 105, 107, 109, 111, 113 (Lage) | O   | Wohnhaus | Pflegeheim Farmsen (Beamtenhaus)                                                 | 1920/1935                |                                                                            | 30999    | BW |
| 30963        | Beim Farenland 1, 2, 3, 4, 4a, 5, 6, 7, 8, 9, 10, 11, 12, 13, 14, 15, 16, 17, 18, 19, 21, Berner Allee 2, 4, 6, 10, 12, 14, 16, 16a, 16b, 16c, 18, 20, 34, 36, 38, 40, 42, 44, 71, 72, 73, 74, 75, 76, 77, 78, 79, 80, 81, 82, 83, 84, 85, 86, 87, 88, 89, 90, 91, 92, Berner Heerweg 431, 433, 435, 437, 439, 441, 443, 445, 447, 449, 451, 453, 455, 457, 459, 461, 463, 465, 467, 469, 471, 473, 475, 477, 479, 481, 483, 485, 487, 489, 491, 493, 495, Blakshörn 1, 2, 3, 4, 5, 6, 7, 8, 9, 10, 11, 12, 13, 14, 15, 16, 17, 18, 19, 20, 21, 22, 23, 24, 25, 26, 27, 28, 29, 30, 31, 32, 33, 34, 35, 36, 36a, 36b, 37, 38, 39, 40, 41, 42, 43, 44, 45, 46, 47, 48, 49, 50, 51, 52, 53, 54, 55, 56, 57, 58, 59, 60, 61, 63, 65, 67, 69, 71, 73, 75, Dwasweg 1, 2, 3, 4, Hohenberne 1, 2, 3, 4, 5, 6, 7, 8, 10, 12, 14, 16, 18, 20, 22, 24, 26, 28, 30, 32, 34, 36, 38, 40, 42, 44, 46, 48, 50, 52, 54, 54a, 56, 58, 60, 62, 64, 66, 67, 68, In den Saal 1, 2, 3, 4, 5, 6, 7, 8, 10, 12, 14, 16, 18, 20, 22, Karlshöher Weg 1a, 2, 3, 4, 5, 6, 7, 8, 9, 10, 11, 12, 13, 14, 15, 16, 17, 18, 19, 20, 21, 22, 23, 24, 25, 26, 27, 28, 34, 36, 37, 39, Kathenkoppel 1, 1a, 3, 5, 7, 9, 11, 12, 13, 14, 16, Kleine Wiese 1, 2, 3, 4, 5, 6, 7, 8, 9, 11, 13, 14, 15, 16, 17, 18, 19, 20, 21, 23, 25, 27, 29, 31, 33, 35, 37, 39, 41, 43, 45, 47, Kornpfad 1, 2, 3, 4, 5, 6, 7, 8, 9, 10, 11, 12, 13, 14, 15, 16, 17, 18, 19, 20, 21, 22, 23, 24, 26, 28, 30, Kuhkoppel 1, 2, 3, 4, 5, 6, 7, 8, 9, 10, 11, 12, 13, 14, 15, 16, 17, 18, 19, 20, 21, 22, 23, 24, Lange Koppel 1, 2, 3, 4, 5, 6, 7, 8, Lienaustraße 3, 5, 7, 9, 11, 13, 15, 17, 19, 21, 23, 25, 27, 28, 29, 30, 31, Melkweg 1, 2, 3, 4, 5, 6, 7, 8, 9, 10, 12, Moschlauer Kamp 2, 4, 6, 7, 8, 9, 10, 11, 12, 13, 14, 15, 16, 17, 18, 19, 20, 21, 22, 23, 24, 25, 26, 27, 28, 29, 30, 31, 32, 33, 34, 35, 36, 37, 38, 39, 40, 41, 42, 43, 44, 45, 46, 47, 48, 49, 50, 51, Pferdekoppel 1, 2, 3, 4, 5, 6, 7, 8, 9, 10, 11, 12, 13, 14, 15, 16, 17, 18, 19, 20, 21, 22, 23, 24, 26, 28, Rooksbarg 1, 2, 3, 4, 5, 6, 7, 8, 9, 10, 11, 12, 13, 15, Saselheider Weg 3, 5, 6, 7, 8, 9, 10, 11, 12, 13, 14, 15, 16, 17, 18, 20, 22, 23, 24, 25, 26, 27, 28, 29, 30, 31, 32, 33, 34, 35, 36, 38, 40, 42, 44, 46, 48, 50, St. Jürgenstraße 1, 2, 3, 4, 5, 6, 7, 8, 9, 10, 11, 12, 13, 14, 15, 16, 17, 18, 19, 20, 22, 24, 26, 28, 30, 32, 34, 36, 38, 40 (Lage) | E   | | Gartenstadt Berne                                                                |                          |                                                                            | 30963    | [[Vorlage:Bilderwunsch/code!/C:53.62972,10.13124!/D:Beim Farenland 1, 2, 3, 4, 4a, 5, 6, 7, 8, 9, 10, 11, 12, 13, 14, 15, 16, 17, 18, 19, 21, Berner Allee 2, 4, 6, 10, 12, 14, 16, 16a, 16b, 16c, 18, 20, 34, 36, 38, 40, 42, 44, 71, 72, 73, 74, 75, 76, 77, 78, 79, 80, 81, 82, 83, 84, 85, 86, 87, 88, 89, 90, 91, 92, Berner Heerweg 431, 433, 435, 437, 439, 441, 443, 445, 447, 449, 451, 453, 455, 457, 459, 461, 463, 465, 467, 469, 471, 473, 475, 477, 479, 481, 483, 485, 487, 489, 491, 493, 495, Blakshörn 1, 2, 3, 4, 5, 6, 7, 8, 9, 10, 11, 12, 13, 14, 15, 16, 17, 18, 19, 20, 21, 22, 23, 24, 25, 26, 27, 28, 29, 30, 31, 32, 33, 34, 35, 36, 36a, 36b, 37, 38, 39, 40, 41, 42, 43, 44, 45, 46, 47, 48, 49, 50, 51, 52, 53, 54, 55, 56, 57, 58, 59, 60, 61, 63, 65, 67, 69, 71, 73, 75, Dwasweg 1, 2, 3, 4, Hohenberne 1, 2, 3, 4, 5, 6, 7, 8, 10, 12, 14, 16, 18, 20, 22, 24, 26, 28, 30, 32, 34, 36, 38, 40, 42, 44, 46, 48, 50, 52, 54, 54a, 56, 58, 60, 62, 64, 66, 67, 68, In den Saal 1, 2, 3, 4, 5, 6, 7, 8, 10, 12, 14, 16, 18, 20, 22, Karlshöher Weg 1a, 2, 3, 4, 5, 6, 7, 8, 9, 10, 11, 12, 13, 14, 15, 16, 17, 18, 19, 20, 21, 22, 23, 24, 25, 26, 27, 28, 34, 36, 37, 39, Kathenkoppel 1, 1a, 3, 5, 7, 9, 11, 12, 13, 14, 16, Kleine Wiese 1, 2, 3, 4, 5, 6, 7, 8, 9, 11, 13, 14, 15, 16, 17, 18, 19, 20, 21, 23, 25, 27, 29, 31, 33, 35, 37, 39, 41, 43, 45, 47, Kornpfad 1, 2, 3, 4, 5, 6, 7, 8, 9, 10, 11, 12, 13, 14, 15, 16, 17, 18, 19, 20, 21, 22, 23, 24, 26, 28, 30, Kuhkoppel 1, 2, 3, 4, 5, 6, 7, 8, 9, 10, 11, 12, 13, 14, 15, 16, 17, 18, 19, 20, 21, 22, 23, 24, Lange Koppel 1, 2, 3, 4, 5, 6, 7, 8, Lienaustraße 3, 5, 7, 9, 11, 13, 15, 17, 19, 21, 23, 25, 27, 28, 29, 30, 31, Melkweg 1, 2, 3, 4, 5, 6, 7, 8, 9, 10, 12, Moschlauer Kamp 2, 4, 6, 7, 8, 9, 10, 11, 12, 13, 14, 15, 16, 17, 18, 19, 20, 21, 22, 23, 24, 25, 26, 27, 28, 29, 30, 31, 32, 33, 34, 35, 36, 37, 38, 39, 40, 41, 42, 43, 44, 45, 46, 47, 48, 49, 50, 51, Pferdekoppel 1, 2, 3, 4, 5, 6, 7, 8, 9, 10, 11, 12, 13, 14, 15, 16, 17, 18, 19, 20, 21, 22, 23, 24, 26, 28, Rooksbarg 1, 2, 3, 4, 5, 6, 7, 8, 9, 10, 11, 12, 13, 15, Saselheider Weg 3, 5, 6, 7, 8, 9, 10, 11, 12, 13, 14, 15, 16, 17, 18, 20, 22, 23, 24, 25, 26, 27, 28, 29, 30, 31, 32, 33, 34, 35, 36, 38, 40, 42, 44, 46, 48, 50, St. Jürgenstraße 1, 2, 3, 4, 5, 6, 7, 8, 9, 10, 11, 12, 13, 14, 15, 16, 17, 18, 19, 20, 22, 24, 26, 28, 30, 32, 34, 36, 38, 40!/\|BW]] |
| 23537        | Beim Farenland 1, 3 (Lage) | O   | Doppelhaus |                                                                                  | 1919–1932                | Ostermeyer, Friedrich                                                      | 30963    | BW |
| 24285        | Beim Farenland 2 (Lage) | O   | Doppelhaus |                                                                                  | 1919–1932                | Ostermeyer, Friedrich                                                      | 30963    | BW |
| 23544        | Beim Farenland 4 (Lage) | O   | Doppelhaus |                                                                                  | 1919–1932                | Ostermeyer, Friedrich                                                      | 30963    | BW |
| 23545        | Beim Farenland 4a (Lage) | O   | Wohnhaus |                                                                                  | 1919–1932                | Ostermeyer, Friedrich                                                      | 30963    | BW |
| 23538        | Beim Farenland 5, 7 (Lage) | O   | Doppelhaus |                                                                                  | 1919–1932                | Ostermeyer, Friedrich                                                      | 30963    | BW |
| 23546        | Beim Farenland 6, 8 (Lage) | O   | Doppelhaus |                                                                                  | 1919–1932                | Ostermeyer, Friedrich                                                      | 30963    | BW |
| 23539        | Beim Farenland 9, 11 (Lage) | O   | Doppelhaus |                                                                                  | 1919–1932                | Ostermeyer, Friedrich                                                      | 30963    | BW |
| 23547        | Beim Farenland 10 (Lage) | O   | Reihenhaus |                                                                                  | 1919–1932                | Ostermeyer, Friedrich                                                      | 30963    | BW |
| 23548        | Beim Farenland 12 (Lage) | O   | Reihenhaus |                                                                                  | 1919–1932                | Ostermeyer, Friedrich                                                      | 30963    | BW |
| 23540        | Beim Farenland 13, 15 (Lage) | O   | Doppelhaus |                                                                                  | 1919–1932                | Ostermeyer, Friedrich                                                      | 30963    | BW |
| 24754        | Beim Farenland 14 (Lage) | O   | Reihenhaus |                                                                                  | 1919–1932                | Ostermeyer, Friedrich                                                      | 30963    | BW |
| 24755        | Beim Farenland 16, 18 (Lage) | O   | Doppelhaus |                                                                                  | 1919–1932                | Ostermeyer, Friedrich                                                      | 30963    | BW |
| 23541        | Beim Farenland 17 (Lage) | O   | Reihenhaus |                                                                                  | 1919–1932                | Ostermeyer, Friedrich                                                      | 30963    | BW |
| 23542        | Beim Farenland 19 (Lage) | O   | Reihenhaus |                                                                                  | 1919–1932                | Ostermeyer, Friedrich                                                      | 30963    | BW |
| 23543        | Beim Farenland 21 (Lage) | O   | Reihenhaus |                                                                                  | 1919–1932                | Ostermeyer, Friedrich                                                      | 30963    | BW |
| 24988        | Berner Allee 2 (Lage) | O   | Kate |                                                                                  | 19. Jh.                  |                                                                            | 30963    | BW |
| 24758        | Berner Allee 4, 6 (Lage) | O   | Doppelhaus |                                                                                  | 1919–1932                | Ostermeyer, Friedrich                                                      | 30963    | BW |
| 24745        | Berner Allee 10 (Lage) | O   | Doppelhaus |                                                                                  | 1919–1932                | Ostermeyer, Friedrich                                                      | 30963    | BW |
| 24990        | Berner Allee 12, 14 (Lage) | O   | Doppelhaus |                                                                                  | 1926–1928                | Ostermeyer, Friedrich R.                                                   | 30963    | BW |
| 24989        | Berner Allee 16, 16a, 16b (Lage) | O   | Postgebäude |                                                                                  | 1950er Jahre             |                                                                            | 30963    | BW |
| 23842        | Berner Allee 16c (Lage) | O   | Wasserwerk | Wasserwerk Gartenstadt Berne                                                     | 1926–1928                | Ostermeyer, Friedrich R.                                                   | 30963    | BW |
| 24743        | Berner Allee 18, 20 (Lage) | O   | Doppelhaus |                                                                                  | 1928–1929                | Ostermeyer, Friedrich R.                                                   | 30963    | BW |
| 31049        | Berner Allee 31, 31a, Berner Gutsweg o.Nr., o.Nr., Berner Heerweg 369, Berner Gutspark (Lage) | E   | | Gut Berne Berner Allee / Berner Herrweg / Berner Gutsweg                         |                          |                                                                            | 31049    | BW |
| 26117 (1207) | Berner Allee 31 (Lage) | O   | Wohngebäude/Verwalterhaus | Kabaliershaus                                                                    | 1900; 1904               | Petersen, Albert                                                           | 31049    | weitere Bilder |
| 26118 (1207) | Berner Allee 31a (Lage) | O   | Herrenhaus | Herrenhaus Berne                                                                 | 1883                     |                                                                            | 31049    | weitere Bilder |
| 24744        | Berner Allee 34, 36 (Lage) | O   | Doppelhaus |                                                                                  | 1919–1932                | Ostermeyer, Friedrich                                                      | 30963    | BW |
| 24756        | Berner Allee 38, 40 (Lage) | O   | Doppelhaus |                                                                                  | 1919–1932                | Ostermeyer, Friedrich                                                      | 30963    | BW |
| 24757        | Berner Allee 42, 44 (Lage) | O   | Doppelhaus |                                                                                  | 1919–1932                | Ostermeyer, Friedrich                                                      | 30963    | BW |
| 23839        | Berner Allee 71 (Lage) | O   | Reihenhaus |                                                                                  | 1919–1932                | Ostermeyer, Friedrich                                                      | 30963    | BW |
| 24759        | Berner Allee 72 (Lage) | O   | Reihenhaus |                                                                                  | 1919–1932                | Ostermeyer, Friedrich                                                      | 30963    | BW |
| 24749        | Berner Allee 73 (Lage) | O   | Reihenhaus |                                                                                  | 1919–1932                | Ostermeyer, Friedrich                                                      | 30963    | BW |
| 24760        | Berner Allee 74 (Lage) | O   | Reihenhaus |                                                                                  | 1919–1932                | Ostermeyer, Friedrich                                                      | 30963    | BW |
| 24750        | Berner Allee 75 (Lage) | O   | Reihenhaus |                                                                                  | 1919–1932                | Ostermeyer, Friedrich                                                      | 30963    | BW |
| 24761        | Berner Allee 76 (Lage) | O   | Reihenhaus |                                                                                  | 1919–1932                | Ostermeyer, Friedrich                                                      | 30963    | BW |
| 24751        | Berner Allee 77 (Lage) | O   | Reihenhaus |                                                                                  | 1919–1932                | Ostermeyer, Friedrich                                                      | 30963    | BW |
| 24762        | Berner Allee 78 (Lage) | O   | Reihenhaus |                                                                                  | 1919–1932                | Ostermeyer, Friedrich                                                      | 30963    | BW |
| 24752        | Berner Allee 79 (Lage) | O   | Reihenhaus |                                                                                  | 1919–1932                | Ostermeyer, Friedrich                                                      | 30963    | BW |
| 24763        | Berner Allee 80 (Lage) | O   | Reihenhaus |                                                                                  | 1919–1932                | Ostermeyer, Friedrich                                                      | 30963    | BW |
| 24753        | Berner Allee 81 (Lage) | O   | Reihenhaus |                                                                                  | 1919–1932                | Ostermeyer, Friedrich                                                      | 30963    | BW |
| 24764        | Berner Allee 82 (Lage) | O   | Reihenhaus |                                                                                  | 1919–1932                | Ostermeyer, Friedrich                                                      | 30963    | BW |
| 23533        | Berner Allee 83 (Lage) | O   | Reihenhaus |                                                                                  | 1919–1932                | Ostermeyer, Friedrich                                                      | 30963    | BW |
| 24765        | Berner Allee 84 (Lage) | O   | Reihenhaus |                                                                                  | 1919–1932                | Ostermeyer, Friedrich                                                      | 30963    | BW |
| 23534        | Berner Allee 85 (Lage) | O   | Reihenhaus |                                                                                  | 1919–1932                | Ostermeyer, Friedrich                                                      | 30963    | BW |
| 24766        | Berner Allee 86 (Lage) | O   | Reihenhaus |                                                                                  | 1919–1932                | Ostermeyer, Friedrich                                                      | 30963    | BW |
| 23535        | Berner Allee 87 (Lage) | O   | Reihenhaus |                                                                                  | 1919–1932                | Ostermeyer, Friedrich                                                      | 30963    | BW |
| 24767        | Berner Allee 88 (Lage) | O   | Reihenhaus |                                                                                  | 1919–1932                | Ostermeyer, Friedrich                                                      | 30963    | BW |
| 23536        | Berner Allee 89, 91 (Lage) | O   | Doppelhaus |                                                                                  | 1919–1932                | Ostermeyer, Friedrich                                                      | 30963    | BW |
| 24768        | Berner Allee 90, 92 (Lage) | O   | Doppelhaus |                                                                                  | 1919–1932                | Ostermeyer, Friedrich                                                      | 30963    | BW |
| 26115 (1207) | Berner Gutsweg o.Nr. (Lage) | O   | Straße |                                                                                  | 19. Jh., vermutl.        |                                                                            | 31049    | BW |
| 26119 (1207) | Berner Gutsweg o.Nr., Berner Gutspark (Lage) | O   | Park | Berner Gutspark                                                                  | 1806, ab                 |                                                                            | 31049    | |
| 24604 (814)  | Berner Heerweg 124 (Lage) | O   | Verwaltungsgebäude | Ortsdienststelle Farmsen, ehem.                                                  | 1928                     |                                                                            |          | |
| 24603        | Berner Heerweg 150 (Lage) | O   | Wohnhaus | Eggersche Villa                                                                  | 1907                     |                                                                            |          | |
| 24600 (1689) | Berner Heerweg 162 (Lage) | O   | Gutshaus | Herrenhaus Farmsen, ehem. (Ortsdienststelle)                                     | 1900, um                 |                                                                            |          | |
| 24602        | Berner Heerweg 187 (Lage) | O   | HJ-Heim |                                                                                  | 1937                     | Kühnl, Rudolf                                                              |          | weitere Bilder |
| 26116 (1207) | Berner Heerweg 369 (Lage) | O   | Pförtnerhaus, Wohnhaus |                                                                                  | 1850/1900; 1924          |                                                                            | 31049    | weitere Bilder |
| 24601        | Berner Heerweg 372 (Lage) | O   | Bahnhof (U-Bahn) | U-Bahnhof Berne                                                                  | 1918                     |                                                                            |          | BW |
| 23856        | Berner Heerweg 431 (Lage) | O   | Gebäude |                                                                                  | 1919–1932                | Prestinari, K. (Prestinari & Hanselmann)/Ostermeyer, Friedrich (nach 1920) | 30963    | BW |
| 24992        | Berner Heerweg 433 (Lage) | O   | Reihenhaus |                                                                                  | 1919–1932                | Prestinari, K. (Prestinari & Hanselmann)/Ostermeyer, Friedrich (nach 1920) | 30963    | BW |
| 24993        | Berner Heerweg 435 (Lage) | O   | Reihenhaus |                                                                                  | 1919–1932                | Prestinari, K. (Prestinari & Hanselmann)/Ostermeyer, Friedrich (nach 1920) | 30963    | BW |
| 24994        | Berner Heerweg 437 (Lage) | O   | Reihenhaus |                                                                                  | 1919–1932                | Prestinari, K. (Prestinari & Hanselmann)/Ostermeyer, Friedrich (nach 1920) | 30963    | BW |
| 23549        | Berner Heerweg 439 (Lage) | O   | Reihenhaus |                                                                                  | 1919–1932                | Prestinari, K. (Prestinari & Hanselmann)/Ostermeyer, Friedrich (nach 1920) | 30963    | BW |
| 23550        | Berner Heerweg 441 (Lage) | O   | Reihenhaus |                                                                                  | 1919–1932                | Prestinari, K. (Prestinari & Hanselmann)/Ostermeyer, Friedrich (nach 1920) | 30963    | BW |
| 23551        | Berner Heerweg 443 (Lage) | O   | Reihenhaus |                                                                                  | 1919–1932                | Prestinari, K. (Prestinari & Hanselmann)/Ostermeyer, Friedrich (nach 1920) | 30963    | BW |
| 23552        | Berner Heerweg 445 (Lage) | O   | Reihenhaus |                                                                                  | 1919–1932                | Prestinari, K. (Prestinari & Hanselmann)/Ostermeyer, Friedrich (nach 1920) | 30963    | BW |
| 23553        | Berner Heerweg 447 (Lage) | O   | Reihenhaus |                                                                                  | 1919–1932                | Prestinari, K. (Prestinari & Hanselmann)/Ostermeyer, Friedrich (nach 1920) | 30963    | BW |
| 23554        | Berner Heerweg 449 (Lage) | O   | Reihenhaus |                                                                                  | 1919–1932                | Prestinari, K. (Prestinari & Hanselmann)/Ostermeyer, Friedrich (nach 1920) | 30963    | BW |
| 23555        | Berner Heerweg 451 (Lage) | O   | Reihenhaus |                                                                                  | 1919–1932                | Prestinari, K. (Prestinari & Hanselmann)/Ostermeyer, Friedrich (nach 1920) | 30963    | BW |
| 23556        | Berner Heerweg 453 (Lage) | O   | Reihenhaus |                                                                                  | 1919–1932                | Prestinari, K. (Prestinari & Hanselmann)/Ostermeyer, Friedrich (nach 1920) | 30963    | BW |
| 23557        | Berner Heerweg 455 (Lage) | O   | Reihenhaus |                                                                                  | 1919–1932                | Prestinari, K. (Prestinari & Hanselmann)/Ostermeyer, Friedrich (nach 1920) | 30963    | BW |
| 23558        | Berner Heerweg 457 (Lage) | O   | Reihenhaus |                                                                                  | 1919–1932                | Prestinari, K. (Prestinari & Hanselmann)/Ostermeyer, Friedrich (nach 1920) | 30963    | BW |
| 23559        | Berner Heerweg 459 (Lage) | O   | Reihenhaus |                                                                                  | 1919–1932                | Prestinari, K. (Prestinari & Hanselmann)/Ostermeyer, Friedrich (nach 1920) | 30963    | BW |
| 23560        | Berner Heerweg 461 (Lage) | O   | Reihenhaus |                                                                                  | 1919–1932                | Prestinari, K. (Prestinari & Hanselmann)/Ostermeyer, Friedrich (nach 1920) | 30963    | BW |
| 23561        | Berner Heerweg 463 (Lage) | O   | Reihenhaus |                                                                                  | 1919–1932                | Prestinari, K. (Prestinari & Hanselmann)/Ostermeyer, Friedrich (nach 1920) | 30963    | BW |
| 23562        | Berner Heerweg 465 (Lage) | O   | Reihenhaus |                                                                                  | 1919–1932                | Prestinari, K. (Prestinari & Hanselmann)/Ostermeyer, Friedrich (nach 1920) | 30963    | BW |
| 23563        | Berner Heerweg 467 (Lage) | O   | Reihenhaus |                                                                                  | 1919–1932                | Prestinari, K. (Prestinari & Hanselmann)/Ostermeyer, Friedrich (nach 1920) | 30963    | BW |
| 23564        | Berner Heerweg 469 (Lage) | O   | Reihenhaus |                                                                                  | 1919–1932                | Prestinari, K. (Prestinari & Hanselmann)/Ostermeyer, Friedrich (nach 1920) | 30963    | BW |
| 24995        | Berner Heerweg 471 (Lage) | O   | Reihenhaus |                                                                                  | 1919–1932                | Prestinari, K. (Prestinari & Hanselmann)/Ostermeyer, Friedrich (nach 1920) | 30963    | BW |
| 24996        | Berner Heerweg 473 (Lage) | O   | Reihenhaus |                                                                                  | 1919–1932                | Prestinari, K. (Prestinari & Hanselmann)/Ostermeyer, Friedrich (nach 1920) | 30963    | BW |
| 24997        | Berner Heerweg 475 (Lage) | O   | Reihenhaus |                                                                                  | 1919–1932                | Prestinari, K. (Prestinari & Hanselmann)/Ostermeyer, Friedrich (nach 1920) | 30963    | BW |
| 24998        | Berner Heerweg 477 (Lage) | O   | Reihenhaus |                                                                                  | 1919–1932                | Prestinari, K. (Prestinari & Hanselmann)/Ostermeyer, Friedrich (nach 1920) | 30963    | BW |
| 24999        | Berner Heerweg 479 (Lage) | O   | Reihenhaus |                                                                                  | 1919–1932                | Prestinari, K. (Prestinari & Hanselmann)/Ostermeyer, Friedrich (nach 1920) | 30963    | BW |
| 25000        | Berner Heerweg 481 (Lage) | O   | Reihenhaus |                                                                                  | 1919–1932                | Prestinari, K. (Prestinari & Hanselmann)/Ostermeyer, Friedrich (nach 1920) | 30963    | BW |
| 25001        | Berner Heerweg 483 (Lage) | O   | Reihenhaus |                                                                                  | 1919–1932                | Prestinari, K. (Prestinari & Hanselmann)/Ostermeyer, Friedrich (nach 1920) | 30963    | BW |
| 25002        | Berner Heerweg 485 (Lage) | O   | Reihenhaus |                                                                                  | 1919–1932                | Prestinari, K. (Prestinari & Hanselmann)/Ostermeyer, Friedrich (nach 1920) | 30963    | BW |
| 25003        | Berner Heerweg 487 (Lage) | O   | Reihenhaus |                                                                                  | 1919–1932                | Prestinari, K. (Prestinari & Hanselmann)/Ostermeyer, Friedrich (nach 1920) | 30963    | BW |
| 25004        | Berner Heerweg 489 (Lage) | O   | Reihenhaus |                                                                                  | 1919–1932                | Prestinari, K. (Prestinari & Hanselmann)/Ostermeyer, Friedrich (nach 1920) | 30963    | BW |
| 25005        | Berner Heerweg 491 (Lage) | O   | Reihenhaus |                                                                                  | 1919–1932                | Prestinari, K. (Prestinari & Hanselmann)/Ostermeyer, Friedrich (nach 1920) | 30963    | BW |
| 25006        | Berner Heerweg 493 (Lage) | O   | Reihenhaus |                                                                                  | 1919–1932                | Prestinari, K. (Prestinari & Hanselmann)/Ostermeyer, Friedrich (nach 1920) | 30963    | BW |
| 25007        | Berner Heerweg 495 (Lage) | O   | Reihenhaus |                                                                                  | 1919–1932                | Prestinari, K. (Prestinari & Hanselmann)/Ostermeyer, Friedrich (nach 1920) | 30963    | BW |
| 24615        | Berner Heerweg 495 (Lage) | O   | Grenzstein |                                                                                  | 1886                     |                                                                            |          | BW |
| 24598 (990)  | Berner Heerweg auf der Höhe von Nr. 185 (Lage) | O   | Turnhalle |                                                                                  | 1926                     | Schneider, Karl                                                            |          | weitere Bilder |
| 23832        | Berner Heerweg Höhe Nr. 372 (Lage) | O   | Bahnhof (U-Bahn) | U-Bahnhof Berne (U1)                                                             | 1916                     | Goebel, Eugen                                                              |          | BW |
| 24616        | Berner Heerweg o.Nr. (Lage) | O   | Grenzstein |                                                                                  | 1860                     |                                                                            |          | BW |
| 24628        | Blakshörn 1, 3 (Lage) | O   | Doppelhaus |                                                                                  | 1919–1932                | Ostermeyer, Friedrich                                                      | 30963    | BW |
| 24627        | Blakshörn 2, 4 (Lage) | O   | Doppelhaus |                                                                                  | 1919–1932                | Ostermeyer, Friedrich                                                      | 30963    | BW |
| 24778        | Blakshörn 5, 7 (Lage) | O   | Doppelhaus |                                                                                  | 1919–1932                | Ostermeyer, Friedrich                                                      | 30963    | BW |
| 24747        | Blakshörn 6, 8 (Lage) | O   | Doppelhaus |                                                                                  | 1919–1932                | Ostermeyer, Friedrich                                                      | 30963    | BW |
| 24779        | Blakshörn 9, 11 (Lage) | O   | Doppelhaus |                                                                                  | 1919–1932                | Ostermeyer, Friedrich                                                      | 30963    | BW |
| 24796        | Blakshörn 10, 12 (Lage) | O   | Doppelhaus |                                                                                  | 1919–1932                | Ostermeyer, Friedrich                                                      | 30963    | BW |
| 24780        | Blakshörn 13, 15 (Lage) | O   | Doppelhaus |                                                                                  | 1919–1932                | Ostermeyer, Friedrich                                                      | 30963    | BW |
| 24797        | Blakshörn 14, 16 (Lage) | O   | Doppelhaus |                                                                                  | 1919–1932                | Ostermeyer, Friedrich                                                      | 30963    | BW |
| 24781        | Blakshörn 17, 19 (Lage) | O   | Doppelhaus |                                                                                  | 1919–1932                | Ostermeyer, Friedrich                                                      | 30963    | BW |
| 24798        | Blakshörn 18, 20 (Lage) | O   | Doppelhaus |                                                                                  | 1919–1932                | Ostermeyer, Friedrich                                                      | 30963    | BW |
| 24782        | Blakshörn 21, 23 (Lage) | O   | Doppelhaus |                                                                                  | 1919–1932                | Ostermeyer, Friedrich                                                      | 30963    | BW |
| 24799        | Blakshörn 22, 24 (Lage) | O   | Doppelhaus |                                                                                  | 1919–1932                | Ostermeyer, Friedrich                                                      | 30963    | BW |
| 24783        | Blakshörn 25, 27 (Lage) | O   | Doppelhaus |                                                                                  | 1919–1932                | Ostermeyer, Friedrich                                                      | 30963    | BW |
| 24800        | Blakshörn 26, 28 (Lage) | O   | Doppelhaus |                                                                                  | 1919–1932                | Ostermeyer, Friedrich                                                      | 30963    | BW |
| 24784        | Blakshörn 29, 31 (Lage) | O   | Doppelhaus |                                                                                  | 1919–1932                | Ostermeyer, Friedrich                                                      | 30963    | BW |
| 24801        | Blakshörn 30, 32 (Lage) | O   | Doppelhaus |                                                                                  | 1919–1932                | Ostermeyer, Friedrich                                                      | 30963    | BW |
| 24785        | Blakshörn 33, 35 (Lage) | O   | Doppelhaus |                                                                                  | 1919–1932                | Ostermeyer, Friedrich                                                      | 30963    | BW |
| 24802        | Blakshörn 34, 36 (Lage) | O   | Doppelhaus |                                                                                  | 1919–1932                | Ostermeyer, Friedrich                                                      | 30963    | BW |
| 25009        | Blakshörn 36a, 36b (Lage) | O   | Doppelhaus |                                                                                  | 1919–1932                | Ostermeyer, Friedrich                                                      | 30963    | BW |
| 24786        | Blakshörn 37, 39 (Lage) | O   | Doppelhaus |                                                                                  | 1919–1932                | Ostermeyer, Friedrich                                                      | 30963    | BW |
| 24803        | Blakshörn 38, 40 (Lage) | O   | Doppelhaus |                                                                                  | 1919–1932                | Ostermeyer, Friedrich                                                      | 30963    | BW |
| 24609        | Blakshörn 41 (Lage) | O   | Grenzstein |                                                                                  | 1787                     |                                                                            |          | |
| 24787        | Blakshörn 41, 43 (Lage) | O   | Doppelhaus |                                                                                  | 1919–1932                | Ostermeyer, Friedrich                                                      | 30963    | BW |
| 24804        | Blakshörn 42, 44 (Lage) | O   | Doppelhaus |                                                                                  | 1919–1932                | Ostermeyer, Friedrich                                                      | 30963    | BW |
| 24788        | Blakshörn 45, 47 (Lage) | O   | Doppelhaus |                                                                                  | 1919–1932                | Ostermeyer, Friedrich                                                      | 30963    | BW |
| 24805        | Blakshörn 46, 48 (Lage) | O   | Doppelhaus |                                                                                  | 1919–1932                | Ostermeyer, Friedrich                                                      | 30963    | BW |
| 24789        | Blakshörn 49, 51 (Lage) | O   | Doppelhaus |                                                                                  | 1919–1932                | Ostermeyer, Friedrich                                                      | 30963    | BW |
| 24806        | Blakshörn 50, 52 (Lage) | O   | Doppelhaus |                                                                                  | 1919–1932                | Ostermeyer, Friedrich                                                      | 30963    | BW |
| 24790        | Blakshörn 53, 55 (Lage) | O   | Doppelhaus |                                                                                  | 1919–1932                | Ostermeyer, Friedrich                                                      | 30963    | BW |
| 24807        | Blakshörn 54, 56 (Lage) | O   | Doppelhaus |                                                                                  | 1919–1932                | Ostermeyer, Friedrich                                                      | 30963    | BW |
| 24791        | Blakshörn 57, 59 (Lage) | O   | Doppelhaus |                                                                                  | 1919–1932                | Ostermeyer, Friedrich                                                      | 30963    | BW |
| 24808        | Blakshörn 58, 60 (Lage) | O   | Doppelhaus |                                                                                  | 1919–1932                | Ostermeyer, Friedrich                                                      | 30963    | BW |
| 24792        | Blakshörn 61, 63 (Lage) | O   | Doppelhaus |                                                                                  | 1919–1932                | Ostermeyer, Friedrich                                                      | 30963    | BW |
| 24793        | Blakshörn 65, 67 (Lage) | O   | Doppelhaus |                                                                                  | 1919–1932                | Ostermeyer, Friedrich                                                      | 30963    | BW |
| 24794        | Blakshörn 69, 71 (Lage) | O   | Doppelhaus |                                                                                  | 1919–1932                | Ostermeyer, Friedrich                                                      | 30963    | BW |
| 24795        | Blakshörn 73, 75 (Lage) | O   | Doppelhaus |                                                                                  | 1919–1932                | Ostermeyer, Friedrich                                                      | 30963    | BW |
| 24599 (1210) | Bramfelder Weg 23 (Lage) | O   | Kirchengebäude | Erlöserkirche Farmsen                                                            | 1958–1960                | Schwarze, Kurt                                                             |          | |
| 28673        | Busbrookhöhe Ecke Berner Heerweg (Lage) | O   | Grenzstein |                                                                                  | 1802                     |                                                                            |          | BW |
| 24287        | Dwasweg 1, 3 (Lage) | O   | Doppelhaus |                                                                                  | 1919–1932                | Ostermeyer, Friedrich                                                      | 30963    | BW |
| 24286        | Dwasweg 2, 4 (Lage) | O   | Doppelhaus |                                                                                  | 1919–1932                | Ostermeyer, Friedrich                                                      | 30963    | BW |
| 25804        | Gartenstadt Farmsen | O   | Siedlung | Gartenstadt Farmsen                                                              | 1953/1954                | Reichow, Hans Bernhard; Gühlk, Otto                                        |          | |
| 24748        | Hohenberne 1, 3 (Lage) | O   | Doppelhaus |                                                                                  | 1919–1932                | Ostermeyer, Friedrich                                                      | 30963    | BW |
| 24810        | Hohenberne 2, 4 (Lage) | O   | Doppelhaus |                                                                                  | 1919–1932                | Ostermeyer, Friedrich                                                      | 30963    | BW |
| 24809        | Hohenberne 5, 7 (Lage) | O   | Doppelhaus |                                                                                  | 1919–1932                | Ostermeyer, Friedrich                                                      | 30963    | BW |
| 24811        | Hohenberne 6, 8 (Lage) | O   | Doppelhaus |                                                                                  | 1919–1932                | Ostermeyer, Friedrich                                                      | 30963    | BW |
| 24812        | Hohenberne 10, 12 (Lage) | O   | Doppelhaus |                                                                                  | 1919–1932                | Ostermeyer, Friedrich                                                      | 30963    | BW |
| 24813        | Hohenberne 14, 16 (Lage) | O   | Doppelhaus |                                                                                  | 1919–1932                | Ostermeyer, Friedrich                                                      | 30963    | BW |
| 24814        | Hohenberne 18, 20 (Lage) | O   | Doppelhaus |                                                                                  | 1919–1932                | Ostermeyer, Friedrich                                                      | 30963    | BW |
| 24815        | Hohenberne 22, 24 (Lage) | O   | Doppelhaus |                                                                                  | 1919–1932                | Ostermeyer, Friedrich                                                      | 30963    | BW |
| 24816        | Hohenberne 26, 28 (Lage) | O   | Doppelhaus |                                                                                  | 1919–1932                | Ostermeyer, Friedrich                                                      | 30963    | BW |
| 24614        | Hohenberne 26, 28 (Lage) | O   | Grenzstein |                                                                                  | 1802                     |                                                                            |          | BW |
| 24817        | Hohenberne 30, 32 (Lage) | O   | Doppelhaus |                                                                                  | 1919–1932                | Ostermeyer, Friedrich                                                      | 30963    | BW |
| 24818        | Hohenberne 34 (Lage) | O   | Reihenhaus |                                                                                  | 1919–1932                | Ostermeyer, Friedrich                                                      | 30963    | BW |
| 24819        | Hohenberne 36 (Lage) | O   | Reihenhaus |                                                                                  | 1919–1932                | Ostermeyer, Friedrich                                                      | 30963    | BW |
| 24820        | Hohenberne 38 (Lage) | O   | Reihenhaus |                                                                                  | 1919–1932                | Ostermeyer, Friedrich                                                      | 30963    | BW |
| 24821        | Hohenberne 40 (Lage) | O   | Reihenhaus |                                                                                  | 1919–1932                | Ostermeyer, Friedrich                                                      | 30963    | BW |
| 24822        | Hohenberne 42 (Lage) | O   | Reihenhaus |                                                                                  | 1919–1932                | Ostermeyer, Friedrich                                                      | 30963    | BW |
| 24823        | Hohenberne 44 (Lage) | O   | Reihenhaus |                                                                                  | 1919–1932                | Ostermeyer, Friedrich                                                      | 30963    | BW |
| 24824        | Hohenberne 46, 48 (Lage) | O   | Doppelhaus |                                                                                  | 1919–1932                | Ostermeyer, Friedrich                                                      | 30963    | BW |
| 24825        | Hohenberne 50, 52 (Lage) | O   | Doppelhaus |                                                                                  | 1919–1932                | Ostermeyer, Friedrich                                                      | 30963    | BW |
| 24613        | Hohenberne 52 (Lage) | O   | Grenzstein |                                                                                  | 1886                     |                                                                            |          | BW |
| 24826        | Hohenberne 54, 54a (Lage) | O   | Doppelhaus |                                                                                  | 1919–1932                | Ostermeyer, Friedrich                                                      | 30963    | BW |
| 24827        | Hohenberne 56, 58 (Lage) | O   | Doppelhaus |                                                                                  | 1919–1932                | Ostermeyer, Friedrich                                                      | 30963    | BW |
| 24828        | Hohenberne 60, 62 (Lage) | O   | Doppelhaus |                                                                                  | 1919–1932                | Ostermeyer, Friedrich                                                      | 30963    | BW |
| 24829        | Hohenberne 64, 66 (Lage) | O   | Doppelhaus |                                                                                  | 1919–1932                | Ostermeyer, Friedrich                                                      | 30963    | BW |
| 23841        | Hohenberne 67 (Lage) | O   | Doppelhaus |                                                                                  | 1919–1932                | Ostermeyer, Friedrich                                                      | 30963    | BW |
| 23840        | Hohenberne 68 (Lage) | O   | Doppelhaus |                                                                                  | 1919–1932                | Ostermeyer, Friedrich                                                      | 30963    | BW |
| 24282        | In den Saal 1, 3 (Lage) | O   | Doppelhaus |                                                                                  | 1919–1932                | Ostermeyer, Friedrich                                                      | 30963    | BW |
| 24629        | In den Saal 2, 4 (Lage) | O   | Doppelhaus |                                                                                  | 1919–1932                | Ostermeyer, Friedrich                                                      | 30963    | BW |
| 24830        | In den Saal 5, 7 (Lage) | O   | Doppelhaus |                                                                                  | 1919–1932                | Ostermeyer, Friedrich                                                      | 30963    | BW |
| 24831        | In den Saal 6, 8 (Lage) | O   | Doppelhaus |                                                                                  | 1919–1932                | Ostermeyer, Friedrich                                                      | 30963    | BW |
| 24832        | In den Saal 10 (Lage) | O   | Reihenhaus |                                                                                  | 1919–1932                | Ostermeyer, Friedrich                                                      | 30963    | BW |
| 24833        | In den Saal 12 (Lage) | O   | Reihenhaus |                                                                                  | 1919–1932                | Ostermeyer, Friedrich                                                      | 30963    | BW |
| 24834        | In den Saal 14 (Lage) | O   | Reihenhaus |                                                                                  | 1919–1932                | Ostermeyer, Friedrich                                                      | 30963    | BW |
| 24835        | In den Saal 16, 18 (Lage) | O   | Doppelhaus |                                                                                  | 1919–1932                | Ostermeyer, Friedrich                                                      | 30963    | BW |
| 24836        | In den Saal 20, 22 (Lage) | O   | Doppelhaus |                                                                                  | 1919–1932                | Ostermeyer, Friedrich                                                      | 30963    | BW |
| 24281        | Karlshöher Weg 1a (Lage) | O   | Ladengebäude |                                                                                  | 1919–1932                | Ostermeyer, Friedrich                                                      | 30963    | BW |
| 24288        | Karlshöher Weg 2 (Lage) | O   | Ladengebäude |                                                                                  | 1919–1932                | Ostermeyer, Friedrich                                                      | 30963    | BW |
| 24837        | Karlshöher Weg 3 (Lage) | O   | Ladengebäude |                                                                                  | 1919–1932                | Ostermeyer, Friedrich                                                      | 30963    | BW |
| 24847        | Karlshöher Weg 4 (Lage) | O   | Reihenhaus |                                                                                  | 1919–1932                | Ostermeyer, Friedrich                                                      | 30963    | BW |
| 24838        | Karlshöher Weg 5, 7 (Lage) | O   | Doppelhaus |                                                                                  | 1919–1932                | Ostermeyer, Friedrich                                                      | 30963    | BW |
| 24848        | Karlshöher Weg 6 (Lage) | O   | Reihenhaus |                                                                                  | 1919–1932                | Ostermeyer, Friedrich                                                      | 30963    | BW |
| 24849        | Karlshöher Weg 8 (Lage) | O   | Reihenhaus |                                                                                  | 1919–1932                | Ostermeyer, Friedrich                                                      | 30963    | BW |
| 24839        | Karlshöher Weg 9, 11 (Lage) | O   | Doppelhaus |                                                                                  | 1919–1932                | Ostermeyer, Friedrich                                                      | 30963    | BW |
| 24850        | Karlshöher Weg 10, 12 (Lage) | O   | Doppelhaus |                                                                                  | 1919–1932                | Ostermeyer, Friedrich                                                      | 30963    | BW |
| 24840        | Karlshöher Weg 13, 15 (Lage) | O   | Doppelhaus |                                                                                  | 1919–1932                | Ostermeyer, Friedrich                                                      | 30963    | BW |
| 24851        | Karlshöher Weg 14, 16 (Lage) | O   | Doppelhaus |                                                                                  | 1919–1932                | Ostermeyer, Friedrich                                                      | 30963    | BW |
| 24841        | Karlshöher Weg 17, 19 (Lage) | O   | Doppelhaus |                                                                                  | 1919–1932                | Ostermeyer, Friedrich                                                      | 30963    | BW |
| 24852        | Karlshöher Weg 18, 20 (Lage) | O   | Doppelhaus |                                                                                  | 1919–1932                | Ostermeyer, Friedrich                                                      | 30963    | BW |
| 24842        | Karlshöher Weg 21 (Lage) | O   | Reihenhaus |                                                                                  | 1919–1932                | Ostermeyer, Friedrich                                                      | 30963    | BW |
| 24853        | Karlshöher Weg 22, 24 (Lage) | O   | Doppelhaus |                                                                                  | 1919–1932                | Ostermeyer, Friedrich                                                      | 30963    | BW |
| 24843        | Karlshöher Weg 23 (Lage) | O   | Reihenhaus |                                                                                  | 1919–1932                | Ostermeyer, Friedrich                                                      | 30963    | BW |
| 24844        | Karlshöher Weg 25 (Lage) | O   | Reihenhaus |                                                                                  | 1919–1932                | Ostermeyer, Friedrich                                                      | 30963    | BW |
| 24854        | Karlshöher Weg 26, 28 (Lage) | O   | Doppelhaus |                                                                                  | 1919–1932                | Ostermeyer, Friedrich                                                      | 30963    | BW |
| 24845        | Karlshöher Weg 27 (Lage) | O   | Reihenhaus |                                                                                  | 1919–1932                | Ostermeyer, Friedrich                                                      | 30963    | BW |
| 24855        | Karlshöher Weg 34, 36 (Lage) | O   | Doppelhaus |                                                                                  | 1919–1932                | Ostermeyer, Friedrich                                                      | 30963    | BW |
| 24846        | Karlshöher Weg 37, 39 (Lage) | O   | Doppelhaus |                                                                                  | 1919–1932                | Ostermeyer, Friedrich                                                      | 30963    | BW |
| 24856        | Kathenkoppel 1, 1a (Lage) | O   | Doppelhaus |                                                                                  | 1919–1932                | Ostermeyer, Friedrich                                                      | 30963    | BW |
| 24857        | Kathenkoppel 3, 5 (Lage) | O   | Doppelhaus |                                                                                  | 1919–1932                | Ostermeyer, Friedrich                                                      | 30963    | BW |
| 24858        | Kathenkoppel 7, 9 (Lage) | O   | Doppelhaus |                                                                                  | 1919–1932                | Ostermeyer, Friedrich                                                      | 30963    | BW |
| 24859        | Kathenkoppel 11, 13 (Lage) | O   | Doppelhaus |                                                                                  | 1919–1932                | Ostermeyer, Friedrich                                                      | 30963    | BW |
| 24741        | Kathenkoppel 12 (Lage) | O   | Reihenhaus |                                                                                  | 1919–1932                | Ostermeyer, Friedrich                                                      | 30963    | BW |
| 24608        | Kathenkoppel 13 Bei Nr. 013. (Lage) | O   | Grenzstein | Grenzstein W182                                                                  | 1802                     |                                                                            |          | BW |
| 24860        | Kathenkoppel 14 (Lage) | O   | Reihenhaus |                                                                                  | 1919–1932                | Ostermeyer, Friedrich                                                      | 30963    | BW |
| 24861        | Kathenkoppel 16 (Lage) | O   | Reihenhaus |                                                                                  | 1919–1932                | Ostermeyer, Friedrich                                                      | 30963    | BW |
| 24862        | Kleine Wiese 1 (Lage) | O   | Wohngebäude (Altenwohnungen) |                                                                                  | 1938–1940                | Kamps, Gerhard/Koch, Gustav                                                | 30963    | BW |
| 23866        | Kleine Wiese 2, 4 (Lage) | O   | Doppelhaus |                                                                                  | 1919–1932                | Ostermeyer, Friedrich                                                      | 30963    | BW |
| 24863        | Kleine Wiese 3 (Lage) | O   | Wohngebäude (Altenwohnungen) |                                                                                  | 1938–1940                | Kamps, Gerhard/Koch, Gustav                                                | 30963    | BW |
| 24864        | Kleine Wiese 5 (Lage) | O   | Wohngebäude (Altenwohnungen) |                                                                                  | 1938–1940                | Kamps, Gerhard/Koch, Gustav                                                | 30963    | BW |
| 23867        | Kleine Wiese 6, 8 (Lage) | O   | Doppelhaus |                                                                                  | 1919–1932                | Ostermeyer, Friedrich                                                      | 30963    | BW |
| 24865        | Kleine Wiese 7 (Lage) | O   | Wohngebäude (Altenwohnungen) |                                                                                  | 1938–1940                | Kamps, Gerhard/Koch, Gustav                                                | 30963    | BW |
| 24866        | Kleine Wiese 9 (Lage) | O   | Wohngebäude (Altenwohnungen) |                                                                                  | 1938–1940                | Kamps, Gerhard/Koch, Gustav                                                | 30963    | BW |
| 24867        | Kleine Wiese 11 (Lage) | O   | Wohngebäude (Altenwohnungen) |                                                                                  | 1938–1940                | Kamps, Gerhard/Koch, Gustav                                                | 30963    | BW |
| 24868        | Kleine Wiese 13 (Lage) | O   | Wohngebäude (Altenwohnungen) |                                                                                  | 1938–1940                | Kamps, Gerhard/Koch, Gustav                                                | 30963    | BW |
| 23868        | Kleine Wiese 14, 16 (Lage) | O   | Doppelhaus |                                                                                  | 1919–1932                | Ostermeyer, Friedrich                                                      | 30963    | BW |
| 24869        | Kleine Wiese 15 (Lage) | O   | Wohngebäude (Altenwohnungen) |                                                                                  | 1938–1940                | Kamps, Gerhard/Koch, Gustav                                                | 30963    | BW |
| 24870        | Kleine Wiese 17 (Lage) | O   | Wohngebäude (Altenwohnungen) |                                                                                  | 1938–1940                | Kamps, Gerhard/Koch, Gustav                                                | 30963    | BW |
| 24622        | Kleine Wiese 18, 20 (Lage) | O   | Doppelhaus |                                                                                  | 1919–1932                | Ostermeyer, Friedrich                                                      | 30963    | BW |
| 24871        | Kleine Wiese 19 (Lage) | O   | Wohngebäude (Altenwohnungen) |                                                                                  | 1938–1940                | Kamps, Gerhard/Koch, Gustav                                                | 30963    | BW |
| 24872        | Kleine Wiese 21 (Lage) | O   | Wohngebäude (Altenwohnungen) |                                                                                  | 1938–1940                | Kamps, Gerhard/Koch, Gustav                                                | 30963    | BW |
| 24873        | Kleine Wiese 23 (Lage) | O   | Wohngebäude (Altenwohnungen) |                                                                                  | 1938–1940                | Kamps, Gerhard/Koch, Gustav                                                | 30963    | BW |
| 24874        | Kleine Wiese 25 (Lage) | O   | Wohngebäude (Altenwohnungen) |                                                                                  | 1938–1940                | Kamps, Gerhard/Koch, Gustav                                                | 30963    | BW |
| 24875        | Kleine Wiese 27 (Lage) | O   | Wohngebäude (Altenwohnungen) |                                                                                  | 1938–1940                | Kamps, Gerhard/Koch, Gustav                                                | 30963    | BW |
| 24876        | Kleine Wiese 29 (Lage) | O   | Wohngebäude (Altenwohnungen) |                                                                                  | 1938–1940                | Kamps, Gerhard/Koch, Gustav                                                | 30963    | BW |
| 24877        | Kleine Wiese 31 (Lage) | O   | Wohngebäude (Altenwohnungen) |                                                                                  | 1938–1940                | Kamps, Gerhard/Koch, Gustav                                                | 30963    | BW |
| 23858        | Kleine Wiese 33 (Lage) | O   | Wohngebäude (Altenwohnungen) |                                                                                  | 1938–1940                | Kamps, Gerhard/Koch, Gustav                                                | 30963    | BW |
| 23859        | Kleine Wiese 35 (Lage) | O   | Wohngebäude (Altenwohnungen) |                                                                                  | 1938–1940                | Kamps, Gerhard/Koch, Gustav                                                | 30963    | BW |
| 23860        | Kleine Wiese 37 (Lage) | O   | Wohngebäude (Altenwohnungen) |                                                                                  | 1938–1940                | Kamps, Gerhard/Koch, Gustav                                                | 30963    | BW |
| 23861        | Kleine Wiese 39 (Lage) | O   | Wohngebäude (Altenwohnungen) |                                                                                  | 1938–1940                | Kamps, Gerhard/Koch, Gustav                                                | 30963    | BW |
| 23862        | Kleine Wiese 41 (Lage) | O   | Reihenhaus |                                                                                  | 1938–1940                | Kamps, Gerhard/Koch, Gustav                                                | 30963    | BW |
| 23863        | Kleine Wiese 43 (Lage) | O   | Reihenhaus |                                                                                  | 1938–1940                | Kamps, Gerhard/Koch, Gustav                                                | 30963    | BW |
| 23864        | Kleine Wiese 45 (Lage) | O   | Reihenhaus |                                                                                  | 1938–1940                | Kamps, Gerhard/Koch, Gustav                                                | 30963    | BW |
| 23865        | Kleine Wiese 47 (Lage) | O   | Reihenhaus |                                                                                  | 1938–1940                | Kamps, Gerhard/Koch, Gustav                                                | 30963    | BW |
| 24280        | Kornpfad 1, 3 (Lage) | O   | Doppelhaus |                                                                                  | 1919–1932                | Ostermeyer, Friedrich                                                      | 30963    | BW |
| 24886        | Kornpfad 2, 4 (Lage) | O   | Doppelhaus |                                                                                  | 1919–1932                | Ostermeyer, Friedrich                                                      | 30963    | BW |
| 23869        | Kornpfad 5, 7 (Lage) | O   | Doppelhaus |                                                                                  | 1919–1932                | Ostermeyer, Friedrich                                                      | 30963    | BW |
| 24885        | Kornpfad 6, 8 (Lage) | O   | Doppelhaus |                                                                                  | 1919–1932                | Ostermeyer, Friedrich                                                      | 30963    | BW |
| 23870        | Kornpfad 9, 11 (Lage) | O   | Doppelhaus |                                                                                  | 1919–1932                | Ostermeyer, Friedrich                                                      | 30963    | BW |
| 24884        | Kornpfad 10, 12 (Lage) | O   | Doppelhaus |                                                                                  | 1919–1932                | Ostermeyer, Friedrich                                                      | 30963    | BW |
| 23871        | Kornpfad 13, 15 (Lage) | O   | Doppelhaus |                                                                                  | 1919–1932                | Ostermeyer, Friedrich                                                      | 30963    | BW |
| 24883        | Kornpfad 14, 16 (Lage) | O   | Doppelhaus |                                                                                  | 1919–1932                | Ostermeyer, Friedrich                                                      | 30963    | BW |
| 23872        | Kornpfad 17, 19 (Lage) | O   | Doppelhaus |                                                                                  | 1919–1932                | Ostermeyer, Friedrich                                                      | 30963    | BW |
| 24882        | Kornpfad 18, 20 (Lage) | O   | Doppelhaus |                                                                                  | 1919–1932                | Ostermeyer, Friedrich                                                      | 30963    | BW |
| 24878        | Kornpfad 21, 23 (Lage) | O   | Doppelhaus |                                                                                  | 1919–1932                | Ostermeyer, Friedrich                                                      | 30963    | BW |
| 24881        | Kornpfad 22, 24 (Lage) | O   | Doppelhaus |                                                                                  | 1919–1932                | Ostermeyer, Friedrich                                                      | 30963    | BW |
| 24880        | Kornpfad 26 (Lage) | O   | Reihenhaus |                                                                                  | 1919–1932                | Ostermeyer, Friedrich                                                      | 30963    | BW |
| 24879        | Kornpfad 28 (Lage) | O   | Reihenhaus |                                                                                  | 1919–1932                | Ostermeyer, Friedrich                                                      | 30963    | BW |
| 24740        | Kornpfad 30 (Lage) | O   | Reihenhaus |                                                                                  | 1919–1932                | Ostermeyer, Friedrich                                                      | 30963    | BW |
| 24624        | Kuhkoppel 1, 3 (Lage) | O   | Doppelhaus |                                                                                  | 1919–1932                | Ostermeyer, Friedrich                                                      | 30963    | BW |
| 24739        | Kuhkoppel 2, 4 (Lage) | O   | Doppelhaus |                                                                                  | 1919–1932                | Ostermeyer, Friedrich                                                      | 30963    | BW |
| 24887        | Kuhkoppel 5, 7 (Lage) | O   | Doppelhaus |                                                                                  | 1919–1932                | Ostermeyer, Friedrich                                                      | 30963    | BW |
| 24892        | Kuhkoppel 6, 8 (Lage) | O   | Doppelhaus |                                                                                  | 1919–1932                | Ostermeyer, Friedrich                                                      | 30963    | BW |
| 24888        | Kuhkoppel 9, 11 (Lage) | O   | Doppelhaus |                                                                                  | 1919–1932                | Ostermeyer, Friedrich                                                      | 30963    | BW |
| 24893        | Kuhkoppel 10, 12 (Lage) | O   | Doppelhaus |                                                                                  | 1919–1932                | Ostermeyer, Friedrich                                                      | 30963    | BW |
| 24889        | Kuhkoppel 13, 15 (Lage) | O   | Doppelhaus |                                                                                  | 1919–1932                | Ostermeyer, Friedrich                                                      | 30963    | BW |
| 24894        | Kuhkoppel 14, 16 (Lage) | O   | Doppelhaus |                                                                                  | 1919–1932                | Ostermeyer, Friedrich                                                      | 30963    | BW |
| 24890        | Kuhkoppel 17, 19 (Lage) | O   | Doppelhaus |                                                                                  | 1919–1932                | Ostermeyer, Friedrich                                                      | 30963    | BW |
| 24895        | Kuhkoppel 18 (Lage) | O   | Reihenhaus |                                                                                  | 1919–1932                | Ostermeyer, Friedrich                                                      | 30963    | BW |
| 24896        | Kuhkoppel 20 (Lage) | O   | Reihenhaus |                                                                                  | 1919–1932                | Ostermeyer, Friedrich                                                      | 30963    | BW |
| 24891        | Kuhkoppel 21, 23 (Lage) | O   | Doppelhaus |                                                                                  | 1919–1932                | Ostermeyer, Friedrich                                                      | 30963    | BW |
| 24897        | Kuhkoppel 22 (Lage) | O   | Reihenhaus |                                                                                  | 1919–1932                | Ostermeyer, Friedrich                                                      | 30963    | BW |
| 24898        | Kuhkoppel 24 (Lage) | O   | Feuerwehrhaus |                                                                                  | 1919–1932                | Ostermeyer, Friedrich                                                      | 30963    | BW |
| 24605 (1659) | Kupferdamm 26 (Lage) | O   | Wohnhaus | Villa Bull                                                                       | 1900, um                 |                                                                            |          | |
| 29669        | Kupferdamm 61 (Lage) | O   | Wohnhaus | Kupferdamm 61, Haus und Einfriedung                                              | 1900, um                 |                                                                            |          | |
| 29668        | Kupferdamm in den Anlagen am Kupferteich (Lage) | O   | Kriegerdenkmal (Kriegerdenkmal 1914/18 und 1939/45) | Denkmalanlage am Kupferteich mit Steinen, Findlingshügel, Eisentafeln und Bäumen | 1921                     |                                                                            |          | weitere Bilder |
| 24594        | Kupferdamm o.Nr. (Lage) | O   | Grenzstein |                                                                                  | 1831                     |                                                                            |          | |
| 24595        | Kupferdamm o.Nr. (Lage) | O   | Grenzstein |                                                                                  | 1831                     |                                                                            |          | |
| 23854        | Lange Koppel 1, 3 (Lage) | O   | Doppelhaus |                                                                                  | 1919–1932                | Ostermeyer, Friedrich                                                      | 30963    | BW |
| 24621        | Lange Koppel 2, 4 (Lage) | O   | Doppelhaus |                                                                                  | 1919–1932                | Ostermeyer, Friedrich                                                      | 30963    | BW |
| 23855        | Lange Koppel 5, 7 (Lage) | O   | Doppelhaus |                                                                                  | 1919–1932                | Ostermeyer, Friedrich                                                      | 30963    | BW |
| 24899        | Lange Koppel 6, 8 (Lage) | O   | Doppelhaus |                                                                                  | 1919–1932                | Ostermeyer, Friedrich                                                      | 30963    | BW |
| 24626        | Lienaustraße 3 (Lage) | O   | Ladengebäude |                                                                                  | 1919–1932                | Ostermeyer, Friedrich                                                      | 30963    | BW |
| 24900        | Lienaustraße 5, 7 (Lage) | O   | Doppelhaus |                                                                                  | 1919–1932                | Ostermeyer, Friedrich                                                      | 30963    | BW |
| 24901        | Lienaustraße 9 (Lage) | O   | Reihenhaus |                                                                                  | 1919–1932                | Ostermeyer, Friedrich                                                      | 30963    | BW |
| 24902        | Lienaustraße 11 (Lage) | O   | Reihenhaus |                                                                                  | 1919–1932                | Ostermeyer, Friedrich                                                      | 30963    | BW |
| 24903        | Lienaustraße 13 (Lage) | O   | Reihenhaus |                                                                                  | 1919–1932                | Ostermeyer, Friedrich                                                      | 30963    | BW |
| 24904        | Lienaustraße 15, 17 (Lage) | O   | Doppelhaus |                                                                                  | 1919–1932                | Ostermeyer, Friedrich                                                      | 30963    | BW |
| 24905        | Lienaustraße 19, 21 (Lage) | O   | Doppelhaus |                                                                                  | 1919–1932                | Ostermeyer, Friedrich                                                      | 30963    | BW |
| 24906        | Lienaustraße 23 (Lage) | O   | Reihenhaus |                                                                                  | 1919–1932                | Ostermeyer, Friedrich                                                      | 30963    | BW |
| 24907        | Lienaustraße 25 (Lage) | O   | Reihenhaus |                                                                                  | 1919–1932                | Ostermeyer, Friedrich                                                      | 30963    | BW |
| 24908        | Lienaustraße 27 (Lage) | O   | Reihenhaus |                                                                                  | 1919–1932                | Ostermeyer, Friedrich                                                      | 30963    | BW |
| 24746        | Lienaustraße 28, 30 (Lage) | O   | Doppelhaus |                                                                                  | 1919–1932                | Ostermeyer, Friedrich                                                      | 30963    | BW |
| 25008        | Lienaustraße 29, 31 (Lage) | O   | Doppelhaus |                                                                                  | 1919–1932                | Ostermeyer, Friedrich                                                      | 30963    | BW |
| 24742 (1771) | Lienaustraße 32 (Lage) | O   | Schulanlage | Schule Lienaustraße                                                              | 1929–1930                | Schumacher, Fritz                                                          |          | |
| 24738        | Melkweg 1 (Lage) | O   | Doppelhaus |                                                                                  | 1919–1932                | Ostermeyer, Friedrich                                                      | 30963    | BW |
| 24289        | Melkweg 2, 4 (Lage) | O   | Doppelhaus |                                                                                  | 1919–1932                | Ostermeyer, Friedrich                                                      | 30963    | BW |
| 24923        | Melkweg 3, 5 (Lage) | O   | Doppelhaus |                                                                                  | 1919–1932                | Ostermeyer, Friedrich                                                      | 30963    | BW |
| 24925        | Melkweg 6, 8 (Lage) | O   | Doppelhaus |                                                                                  | 1919–1932                | Ostermeyer, Friedrich                                                      | 30963    | BW |
| 24924        | Melkweg 7, 9 (Lage) | O   | Doppelhaus |                                                                                  | 1919–1932                | Ostermeyer, Friedrich                                                      | 30963    | BW |
| 24926        | Melkweg 10, 12 (Lage) | O   | Doppelhaus |                                                                                  | 1919–1932                | Ostermeyer, Friedrich                                                      | 30963    | BW |
| 24623        | Moschlauer Kamp 2, 4 (Lage) | O   | Doppelhaus |                                                                                  | 1919–1932                | Ostermeyer, Friedrich                                                      | 30963    | BW |
| 24927        | Moschlauer Kamp 6, 8 (Lage) | O   | Doppelhaus |                                                                                  | 1919–1932                | Ostermeyer, Friedrich                                                      | 30963    | BW |
| 23857        | Moschlauer Kamp 7, 9 (Lage) | O   | Doppelhaus |                                                                                  | 1919–1932                | Ostermeyer, Friedrich                                                      | 30963    | BW |
| 24928        | Moschlauer Kamp 10, 12 (Lage) | O   | Doppelhaus |                                                                                  | 1919–1932                | Ostermeyer, Friedrich                                                      | 30963    | BW |
| 24940        | Moschlauer Kamp 11, 13 (Lage) | O   | Doppelhaus |                                                                                  | 1919–1932                | Ostermeyer, Friedrich                                                      | 30963    | BW |
| 24929        | Moschlauer Kamp 14, 16 (Lage) | O   | Doppelhaus |                                                                                  | 1919–1932                | Ostermeyer, Friedrich                                                      | 30963    | BW |
| 24941        | Moschlauer Kamp 15, 17 (Lage) | O   | Doppelhaus |                                                                                  | 1919–1932                | Ostermeyer, Friedrich                                                      | 30963    | BW |
| 24930        | Moschlauer Kamp 18, 20 (Lage) | O   | Doppelhaus |                                                                                  | 1919–1932                | Ostermeyer, Friedrich                                                      | 30963    | BW |
| 24942        | Moschlauer Kamp 19, 21 (Lage) | O   | Doppelhaus |                                                                                  | 1919–1932                | Ostermeyer, Friedrich                                                      | 30963    | BW |
| 24931        | Moschlauer Kamp 22, 24 (Lage) | O   | Doppelhaus |                                                                                  | 1919–1932                | Ostermeyer, Friedrich                                                      | 30963    | BW |
| 24943        | Moschlauer Kamp 23, 25 (Lage) | O   | Doppelhaus |                                                                                  | 1919–1932                | Ostermeyer, Friedrich                                                      | 30963    | BW |
| 24932        | Moschlauer Kamp 26 (Lage) | O   | Reihenhaus |                                                                                  | 1919–1932                | Ostermeyer, Friedrich                                                      | 30963    | BW |
| 24944        | Moschlauer Kamp 27, 29 (Lage) | O   | Doppelhaus |                                                                                  | 1919–1932                | Ostermeyer, Friedrich                                                      | 30963    | BW |
| 24933        | Moschlauer Kamp 28 (Lage) | O   | Reihenhaus |                                                                                  | 1919–1932                | Ostermeyer, Friedrich                                                      | 30963    | BW |
| 24934        | Moschlauer Kamp 30 (Lage) | O   | Reihenhaus |                                                                                  | 1919–1932                | Ostermeyer, Friedrich                                                      | 30963    | BW |
| 24945        | Moschlauer Kamp 31 (Lage) | O   | Reihenhaus |                                                                                  | 1919–1932                | Ostermeyer, Friedrich                                                      | 30963    | BW |
| 24935        | Moschlauer Kamp 32, 34 (Lage) | O   | Doppelhaus |                                                                                  | 1919–1932                | Ostermeyer, Friedrich                                                      | 30963    | BW |
| 24946        | Moschlauer Kamp 33 (Lage) | O   | Reihenhaus |                                                                                  | 1919–1932                | Ostermeyer, Friedrich                                                      | 30963    | BW |
| 24947        | Moschlauer Kamp 35 (Lage) | O   | Reihenhaus |                                                                                  | 1919–1932                | Ostermeyer, Friedrich                                                      | 30963    | BW |
| 24936        | Moschlauer Kamp 36, 38 (Lage) | O   | Doppelhaus |                                                                                  | 1919–1932                | Ostermeyer, Friedrich                                                      | 30963    | BW |
| 24948        | Moschlauer Kamp 37, 39 (Lage) | O   | Doppelhaus |                                                                                  | 1919–1932                | Ostermeyer, Friedrich                                                      | 30963    | BW |
| 24937        | Moschlauer Kamp 40, 42 (Lage) | O   | Doppelhaus |                                                                                  | 1919–1932                | Ostermeyer, Friedrich                                                      | 30963    | BW |
| 24949        | Moschlauer Kamp 41, 43 (Lage) | O   | Doppelhaus |                                                                                  | 1919–1932                | Ostermeyer, Friedrich                                                      | 30963    | BW |
| 24938        | Moschlauer Kamp 44, 46 (Lage) | O   | Doppelhaus |                                                                                  | 1919–1932                | Ostermeyer, Friedrich                                                      | 30963    | BW |
| 24950        | Moschlauer Kamp 45, 47 (Lage) | O   | Doppelhaus |                                                                                  | 1919–1932                | Ostermeyer, Friedrich                                                      | 30963    | BW |
| 24939        | Moschlauer Kamp 48, 50 (Lage) | O   | Doppelhaus |                                                                                  | 1919–1932                | Ostermeyer, Friedrich                                                      | 30963    | BW |
| 24951        | Moschlauer Kamp 49, 51 (Lage) | O   | Doppelhaus |                                                                                  | 1919–1932                | Ostermeyer, Friedrich                                                      | 30963    | BW |
| 23844        | Pferdekoppel 1, 3 (Lage) | O   | Doppelhaus |                                                                                  | 1919–1932                | Ostermeyer, Friedrich                                                      | 30963    | BW |
| 23843        | Pferdekoppel 2, 4 (Lage) | O   | Doppelhaus |                                                                                  | 1919–1932                | Ostermeyer, Friedrich                                                      | 30963    | BW |
| 24952        | Pferdekoppel 5, 7 (Lage) | O   | Doppelhaus |                                                                                  | 1919–1932                | Ostermeyer, Friedrich                                                      | 30963    | BW |
| 24957        | Pferdekoppel 6, 8 (Lage) | O   | Doppelhaus |                                                                                  | 1919–1932                | Ostermeyer, Friedrich                                                      | 30963    | BW |
| 24953        | Pferdekoppel 9, 11 (Lage) | O   | Doppelhaus |                                                                                  | 1919–1932                | Ostermeyer, Friedrich                                                      | 30963    | BW |
| 24958        | Pferdekoppel 10, 12 (Lage) | O   | Doppelhaus |                                                                                  | 1919–1932                | Ostermeyer, Friedrich                                                      | 30963    | BW |
| 24954        | Pferdekoppel 13, 15 (Lage) | O   | Doppelhaus |                                                                                  | 1919–1932                | Ostermeyer, Friedrich                                                      | 30963    | BW |
| 24959        | Pferdekoppel 14, 16 (Lage) | O   | Doppelhaus |                                                                                  | 1919–1932                | Ostermeyer, Friedrich                                                      | 30963    | BW |
| 24955        | Pferdekoppel 17, 19 (Lage) | O   | Doppelhaus |                                                                                  | 1919–1932                | Ostermeyer, Friedrich                                                      | 30963    | BW |
| 24960        | Pferdekoppel 18, 20 (Lage) | O   | Doppelhaus |                                                                                  | 1919–1932                | Ostermeyer, Friedrich                                                      | 30963    | BW |
| 24956        | Pferdekoppel 21, 23 (Lage) | O   | Doppelhaus |                                                                                  | 1919–1932                | Ostermeyer, Friedrich                                                      | 30963    | BW |
| 24961        | Pferdekoppel 22, 24 (Lage) | O   | Doppelhaus |                                                                                  | 1919–1932                | Ostermeyer, Friedrich                                                      | 30963    | BW |
| 24962        | Pferdekoppel 26, 28 (Lage) | O   | Doppelhaus |                                                                                  | 1919–1932                | Ostermeyer, Friedrich                                                      | 30963    | BW |
| 45656        | Rahlstedter Weg 10 (Lage) | O   | Bibliothek | Bücherhalle Farmsen                                                              | 1982                     | Riecke & Karres (Karlheinz Riecke und Gustav Karres)                       |          | weitere Bilder |
| 24284        | Rooksbarg 1, 3 (Lage) | O   | Doppelhaus |                                                                                  | 1919–1932                | Ostermeyer, Friedrich                                                      | 30963    | BW |
| 24283        | Rooksbarg 2, 4 (Lage) | O   | Doppelhaus |                                                                                  | 1919–1932                | Ostermeyer, Friedrich                                                      | 30963    | BW |
| 24963        | Rooksbarg 5, 7 (Lage) | O   | Doppelhaus |                                                                                  | 1919–1932                | Ostermeyer, Friedrich                                                      | 30963    | BW |
| 24966        | Rooksbarg 6, 8 (Lage) | O   | Doppelhaus |                                                                                  | 1919–1932                | Ostermeyer, Friedrich                                                      | 30963    | BW |
| 24964        | Rooksbarg 9, 11 (Lage) | O   | Doppelhaus |                                                                                  | 1919–1932                | Ostermeyer, Friedrich                                                      | 30963    | BW |
| 24967        | Rooksbarg 10, 12 (Lage) | O   | Doppelhaus |                                                                                  | 1919–1932                | Ostermeyer, Friedrich                                                      | 30963    | BW |
| 24965        | Rooksbarg 13, 15 (Lage) | O   | Doppelhaus |                                                                                  | 1919–1932                | Ostermeyer, Friedrich                                                      | 30963    | BW |
| 24597        | Saseler Straße 203 (Lage) | O   | Landhaus |                                                                                  | 1921                     | Wallner, L.                                                                |          | BW |
| 24991        | Saselheider Weg 3, 5 (Lage) | O   | Doppelhaus |                                                                                  | 1919–1932                | Ostermeyer, Friedrich                                                      | 30963    | BW |
| 24987        | Saselheider Weg 6 (Lage) | O   | Volkshaus | Volkshaus Berne                                                                  | 1929                     | Ostermeyer, Friedrich                                                      | 30963    | BW |
| 24968        | Saselheider Weg 7, 9 (Lage) | O   | Doppelhaus |                                                                                  | 1919–1932                | Ostermeyer, Friedrich                                                      | 30963    | BW |
| 24977        | Saselheider Weg 8, 10 (Lage) | O   | Doppelhaus |                                                                                  | 1919–1932                | Ostermeyer, Friedrich                                                      | 30963    | BW |
| 24969        | Saselheider Weg 11, 13 (Lage) | O   | Doppelhaus |                                                                                  | 1919–1932                | Ostermeyer, Friedrich                                                      | 30963    | BW |
| 24978        | Saselheider Weg 12, 14 (Lage) | O   | Doppelhaus |                                                                                  | 1919–1932                | Ostermeyer, Friedrich                                                      | 30963    | BW |
| 24970        | Saselheider Weg 15, 17 (Lage) | O   | Doppelhaus |                                                                                  | 1919–1932                | Ostermeyer, Friedrich                                                      | 30963    | BW |
| 24979        | Saselheider Weg 16, 18 (Lage) | O   | Doppelhaus |                                                                                  | 1919–1932                | Ostermeyer, Friedrich                                                      | 30963    | BW |
| 24980        | Saselheider Weg 20, 22 (Lage) | O   | Doppelhaus |                                                                                  | 1919–1932                | Ostermeyer, Friedrich                                                      | 30963    | BW |
| 24971        | Saselheider Weg 23 (Lage) | O   | Reihenhaus |                                                                                  | 1919–1932                | Ostermeyer, Friedrich                                                      | 30963    | BW |
| 24981        | Saselheider Weg 24, 26 (Lage) | O   | Doppelhaus |                                                                                  | 1919–1932                | Ostermeyer, Friedrich                                                      | 30963    | BW |
| 24972        | Saselheider Weg 25 (Lage) | O   | Reihenhaus |                                                                                  | 1919–1932                | Ostermeyer, Friedrich                                                      | 30963    | BW |
| 24973        | Saselheider Weg 27 (Lage) | O   | Reihenhaus |                                                                                  | 1919–1932                | Ostermeyer, Friedrich                                                      | 30963    | BW |
| 24982        | Saselheider Weg 28, 30 (Lage) | O   | Doppelhaus |                                                                                  | 1919–1932                | Ostermeyer, Friedrich                                                      | 30963    | BW |
| 24974        | Saselheider Weg 29, 31 (Lage) | O   | Doppelhaus |                                                                                  | 1919–1932                | Ostermeyer, Friedrich                                                      | 30963    | BW |
| 23343        | Saselheider Weg 32, 34 (Lage) | O   | Doppelhaus |                                                                                  | 1919–1932                | Ostermeyer, Friedrich                                                      | 30963    | BW |
| 24975        | Saselheider Weg 33 (Lage) | O   | Doppelhaus |                                                                                  | 1919–1932                | Ostermeyer, Friedrich                                                      | 30963    | BW |
| 24976        | Saselheider Weg 35 (Lage) | O   | Doppelhaus |                                                                                  | 1919–1932                | Ostermeyer, Friedrich                                                      | 30963    | BW |
| 23344        | Saselheider Weg 36, 38 (Lage) | O   | Doppelhaus |                                                                                  | 1919–1932                | Ostermeyer, Friedrich                                                      | 30963    | BW |
| 23345        | Saselheider Weg 40, 42 (Lage) | O   | Doppelhaus |                                                                                  | 1919–1932                | Ostermeyer, Friedrich                                                      | 30963    | BW |
| 23346        | Saselheider Weg 44, 46 (Lage) | O   | Doppelhaus |                                                                                  | 1919–1932                | Ostermeyer, Friedrich                                                      | 30963    | BW |
| 23347        | Saselheider Weg 48, 50 (Lage) | O   | Doppelhaus |                                                                                  | 1919–1932                | Ostermeyer, Friedrich                                                      | 30963    | BW |
| 24612        | Saselheider Weg hinter Nr. 37 (Lage) | O   | Grenzstein |                                                                                  | 1919                     |                                                                            |          | BW |
| 24625        | St. Jürgenstraße 1, 3 (Lage) | O   | Doppelhaus |                                                                                  | 1919–1932                | Ostermeyer, Friedrich                                                      | 30963    | BW |
| 23352        | St. Jürgenstraße 2, 4 (Lage) | O   | Doppelhaus |                                                                                  | 1919–1932                | Ostermeyer, Friedrich                                                      | 30963    | BW |
| 23348        | St. Jürgenstraße 5, 7 (Lage) | O   | Doppelhaus |                                                                                  | 1919–1932                | Ostermeyer, Friedrich                                                      | 30963    | BW |
| 23353        | St. Jürgenstraße 6, 8 (Lage) | O   | Doppelhaus |                                                                                  | 1919–1932                | Ostermeyer, Friedrich                                                      | 30963    | BW |
| 23349        | St. Jürgenstraße 9, 11 (Lage) | O   | Doppelhaus |                                                                                  | 1919–1932                | Ostermeyer, Friedrich                                                      | 30963    | BW |
| 23354        | St. Jürgenstraße 10, 12 (Lage) | O   | Doppelhaus |                                                                                  | 1919–1932                | Ostermeyer, Friedrich                                                      | 30963    | BW |
| 23350        | St. Jürgenstraße 13, 15 (Lage) | O   | Doppelhaus |                                                                                  | 1919–1932                | Ostermeyer, Friedrich                                                      | 30963    | BW |
| 23355        | St. Jürgenstraße 14, 16 (Lage) | O   | Doppelhaus |                                                                                  | 1919–1932                | Ostermeyer, Friedrich                                                      | 30963    | BW |
| 23351        | St. Jürgenstraße 17, 19 (Lage) | O   | Doppelhaus |                                                                                  | 1919–1932                | Ostermeyer, Friedrich                                                      | 30963    | BW |
| 23356        | St. Jürgenstraße 18, 20 (Lage) | O   | Doppelhaus |                                                                                  | 1919–1932                | Ostermeyer, Friedrich                                                      | 30963    | BW |
| 23357        | St. Jürgenstraße 22, 24 (Lage) | O   | Doppelhaus |                                                                                  | 1919–1932                | Ostermeyer, Friedrich                                                      | 30963    | BW |
| 24983        | St. Jürgenstraße 26, 28 (Lage) | O   | Doppelhaus |                                                                                  | 1919–1932                | Ostermeyer, Friedrich                                                      | 30963    | BW |
| 24984        | St. Jürgenstraße 30, 32 (Lage) | O   | Doppelhaus |                                                                                  | 1919–1932                | Ostermeyer, Friedrich                                                      | 30963    | BW |
| 24985        | St. Jürgenstraße 34, 36 (Lage) | O   | Doppelhaus |                                                                                  | 1919–1932                | Ostermeyer, Friedrich                                                      | 30963    | BW |
| 24986        | St. Jürgenstraße 38, 40 (Lage) | O   | Doppelhaus |                                                                                  | 1919–1932                | Ostermeyer, Friedrich                                                      | 30963    | BW |
| 26882        | St. Jürgenstraße 40 (Lage) | O   | Grenzstein |                                                                                  | 1886                     |                                                                            |          | |
| 24607        | Traberweg westlich von Nr. 13 (Lage) | O   | Grenzstein |                                                                                  | 1855                     |                                                                            |          | BW |
| 39133        | Zum Gutspark 2, 2 (Lage) | E   | | Zum Gutspark 2                                                                   |                          |                                                                            | 39133    | BW |
| 11759        | Zum Gutspark 2 (Lage) | O   | Wohnhaus; Garten |                                                                                  | 1926                     | Ranck, Johann Christoph Otto                                               | 39133    | BW |
| 39117        | Zum Gutspark 2 (Lage) | O   | Garten |                                                                                  |                          |                                                                            | 39133    | BW |